# Królowie polscy w obrazach i pieśniach

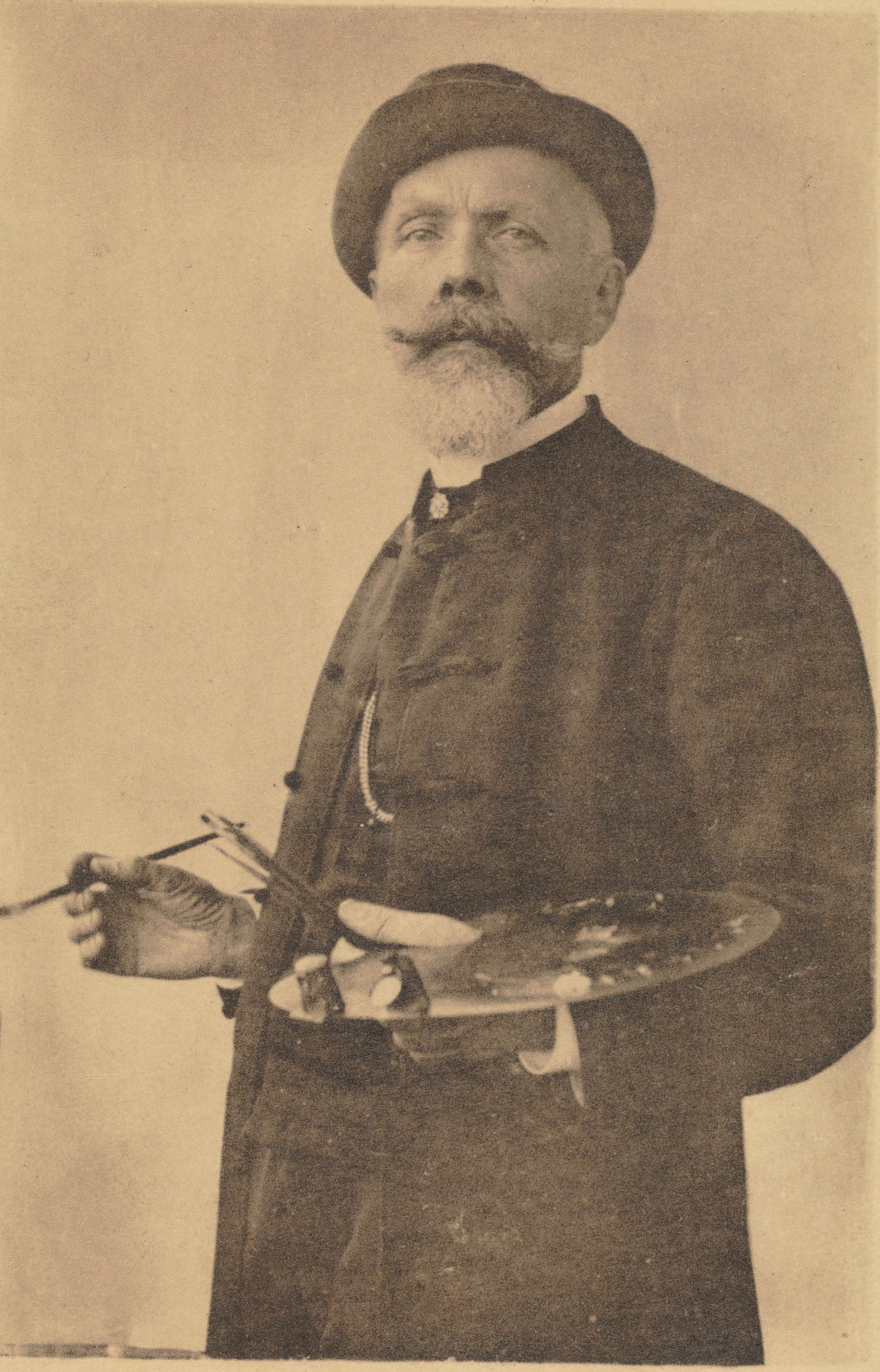
Autor cyklu Walery Eljasz-Radzikowski

Królowie polscy w obrazach i pieśniach – jeden z pocztów królów polskich wydany w 1893 roku .

## Historia
Cykl pod koniec XIX wieku narysował polski malarz, grafik oraz ilustrator Walery Eljasz-Radzikowski. Opublikowany został w 1893 roku przez Karola Kozłowskiego w książce pod tytułem Królowie polscy w obrazach i pieśniach z tekstami pieśni autorstwa Seweryny Duchińskiej .

## Opis
Cykl zawiera czarno-białe grafiki portretów królów i władców polskich od postaci uznawanych przez historyków za postacie legendarne do Stanisława Augusta dodając do nich także dwóch carów Rosji Mikołaja I
oraz Aleksandra I, którzy nominalnie posiadali po rozbiorach Polski tytuły polskich królów. W odróżnieniu do innych pocztów królów Polski cykl przedstawia całe postaci władców :

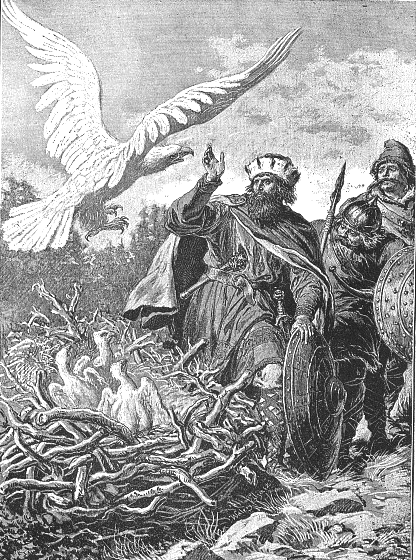
Lech
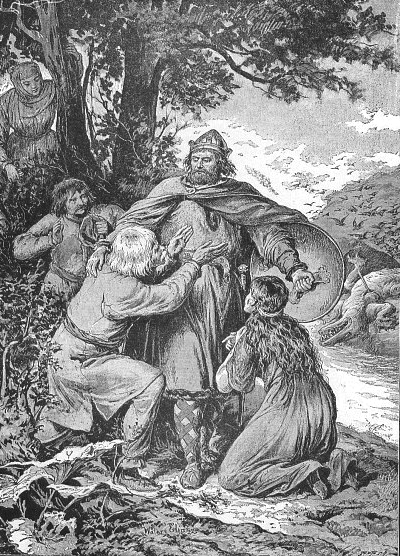
Krak
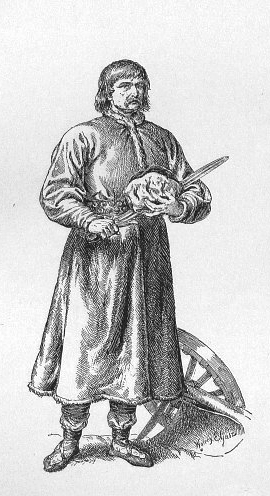
Piast
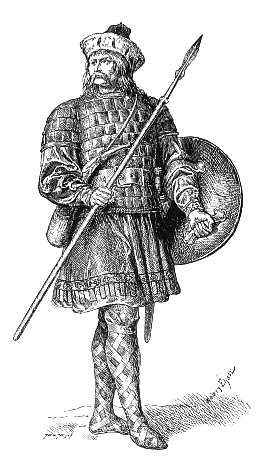
Siemowit
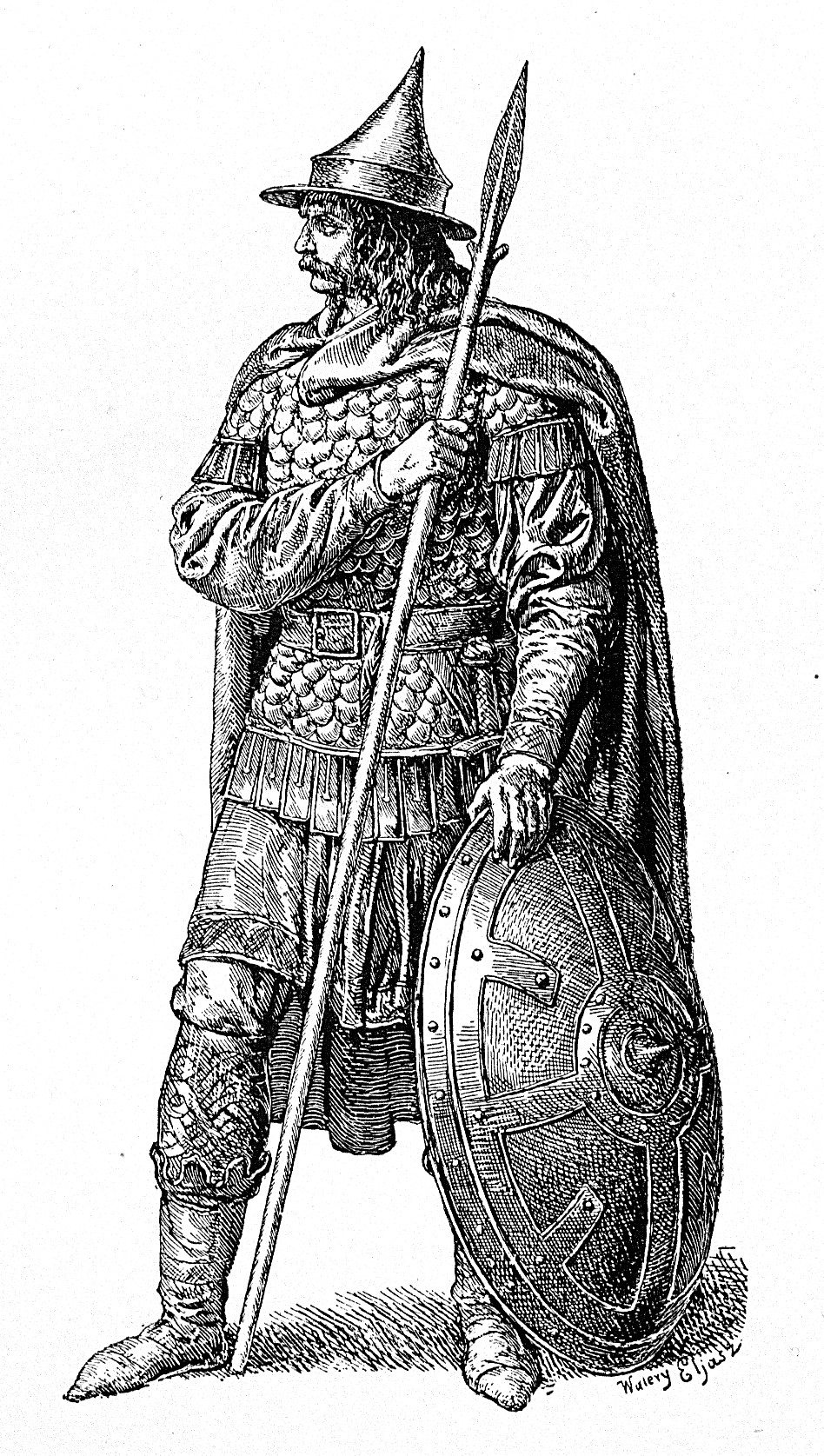
Lestek
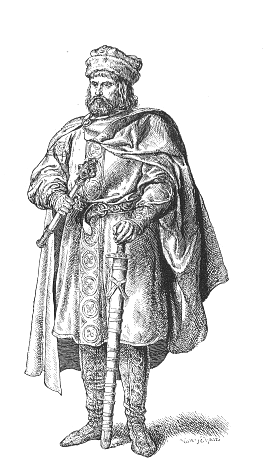
Siemomysł
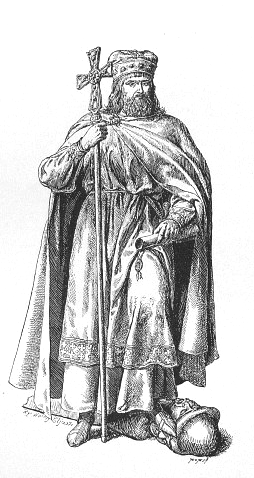
Mieszko I
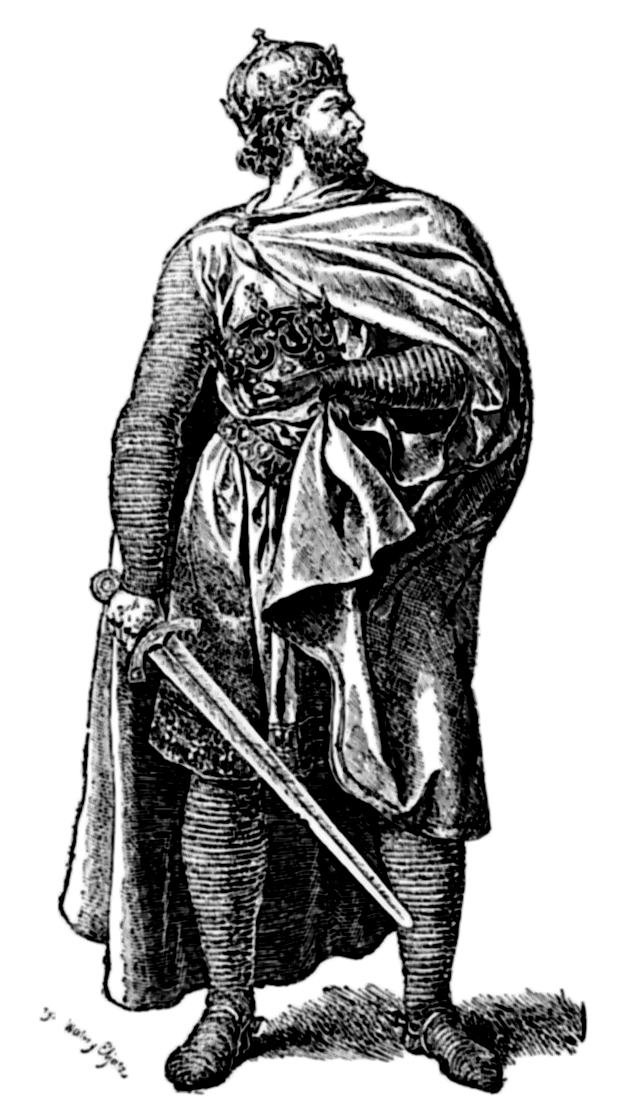
Bolesław I Chrobry
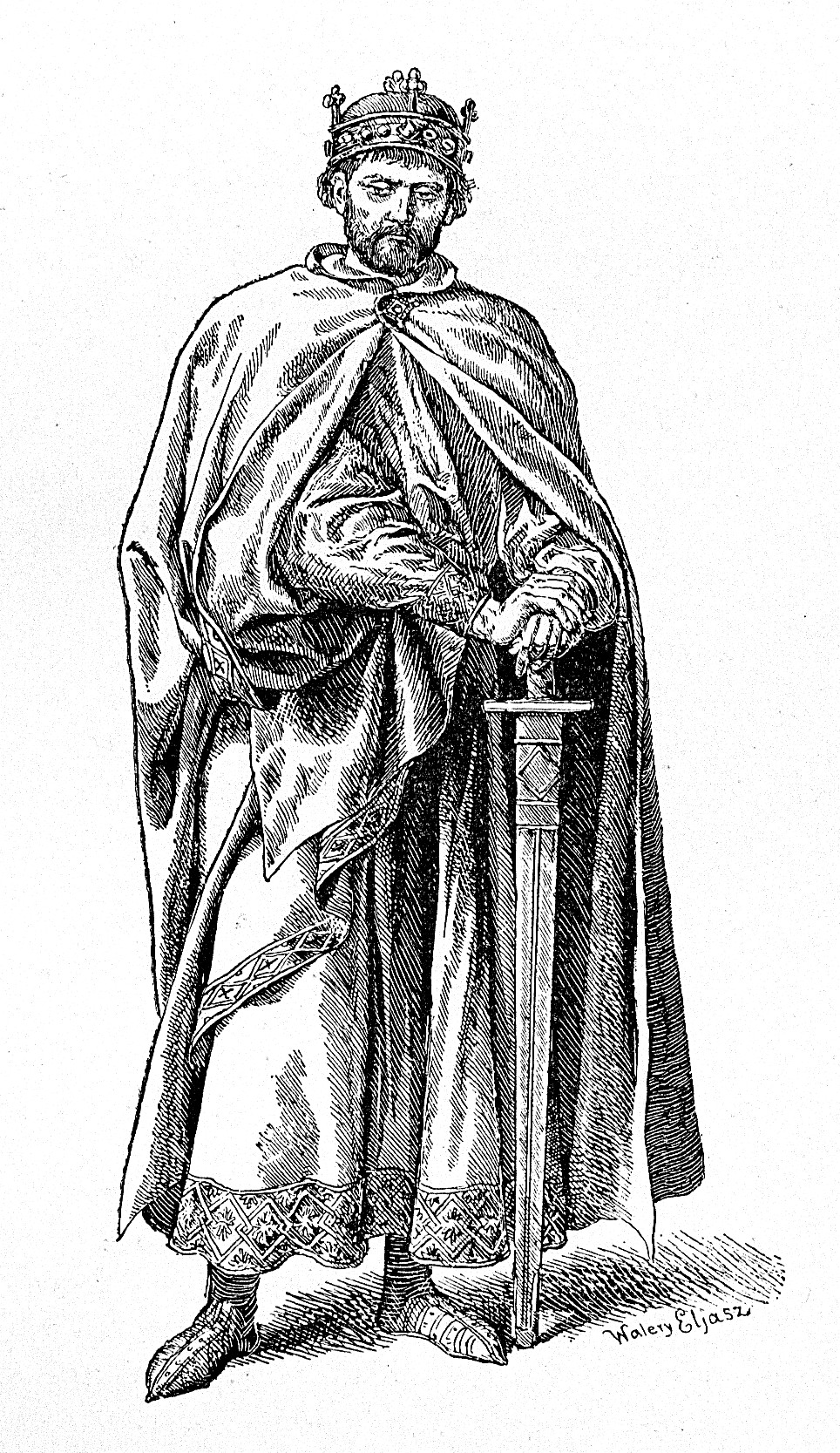
Mieszko II Lambert
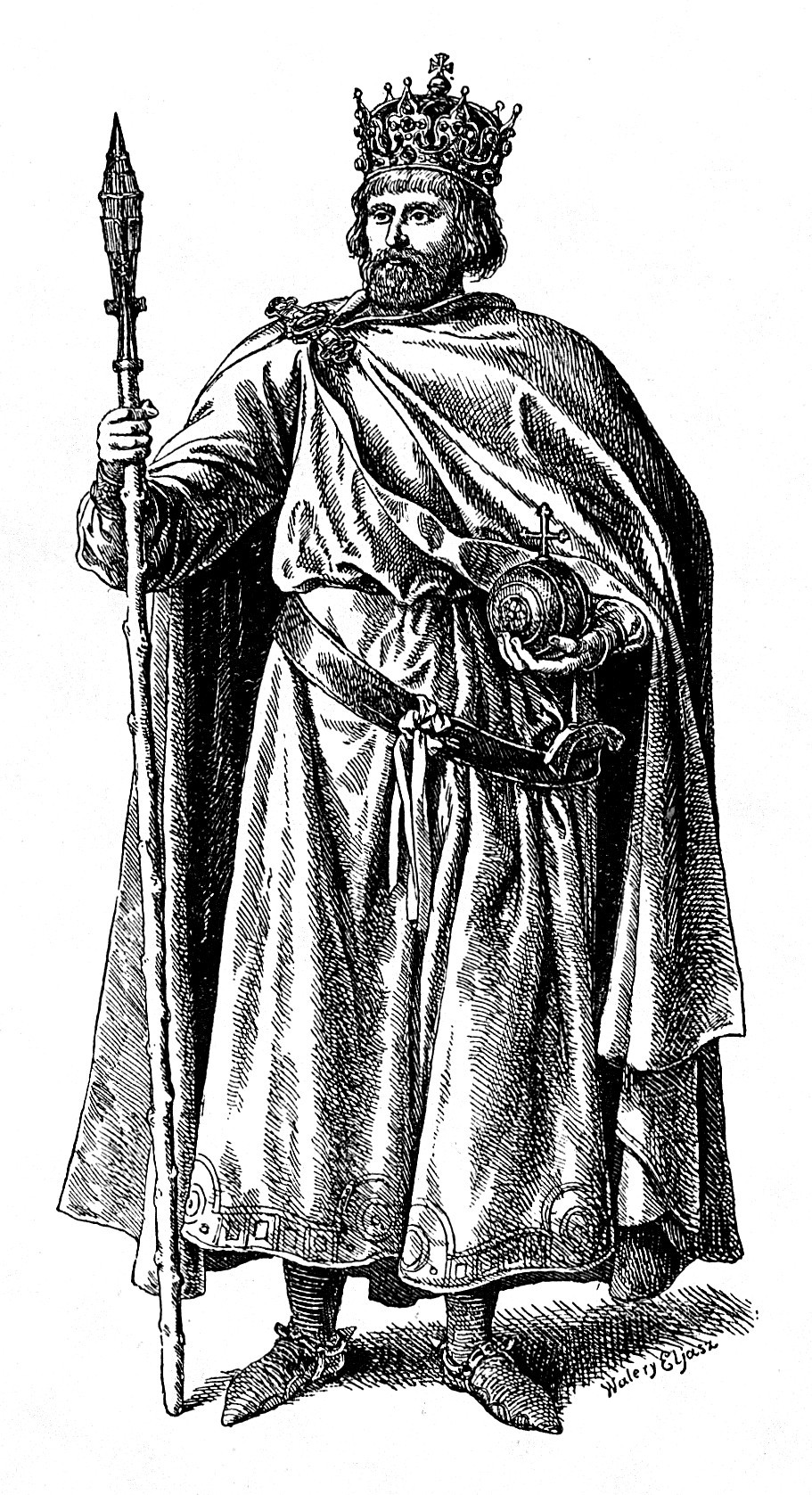
Kazimierz I Odnowiciel
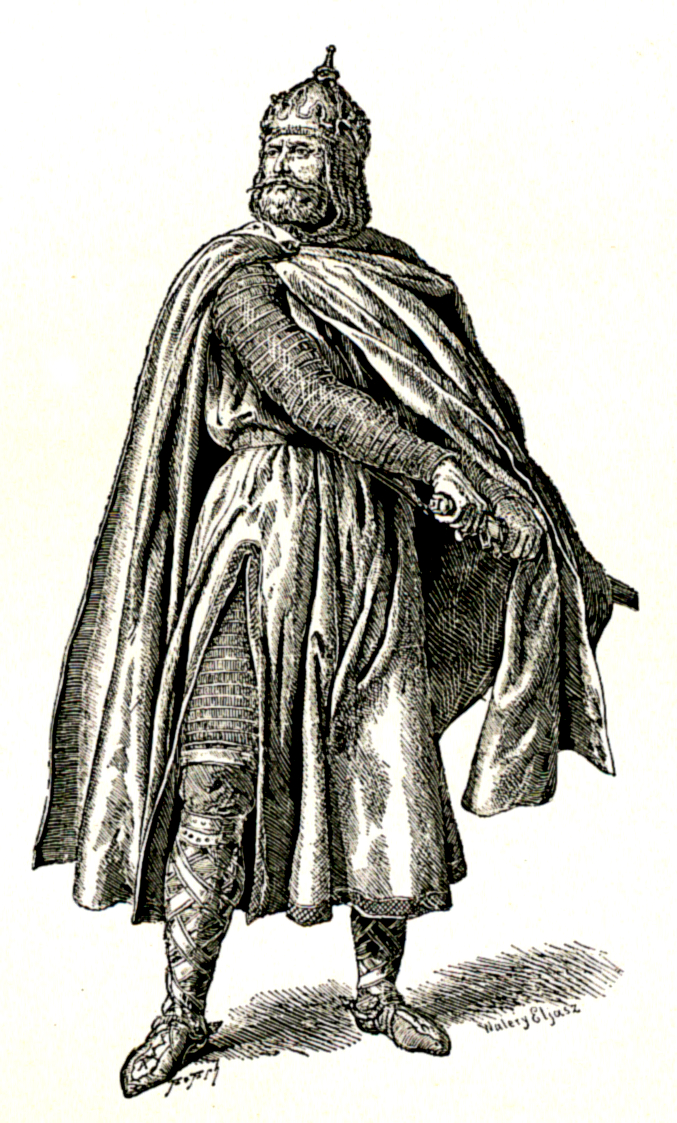
Bolesław II Szczodry
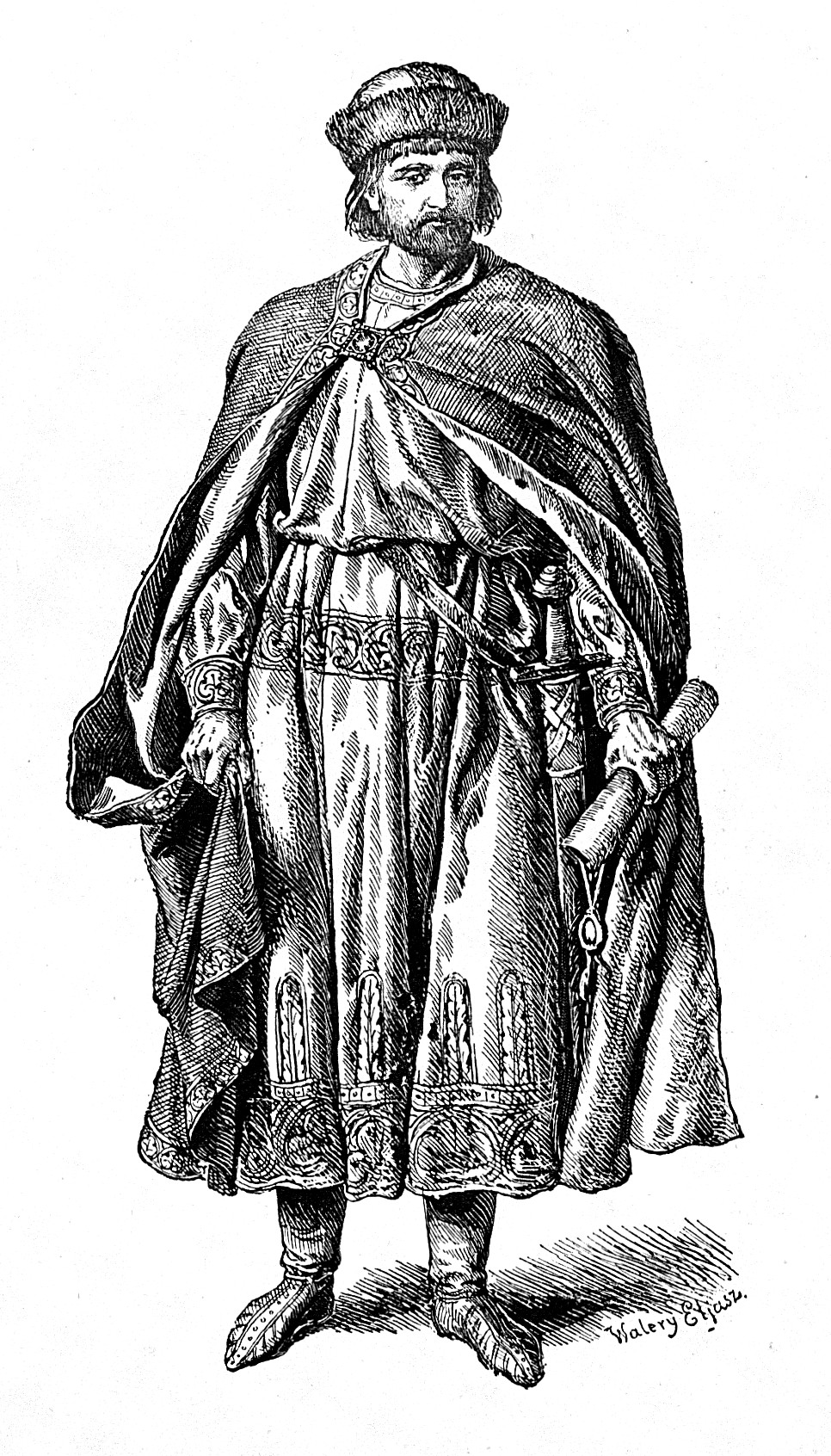
Władysław I Herman
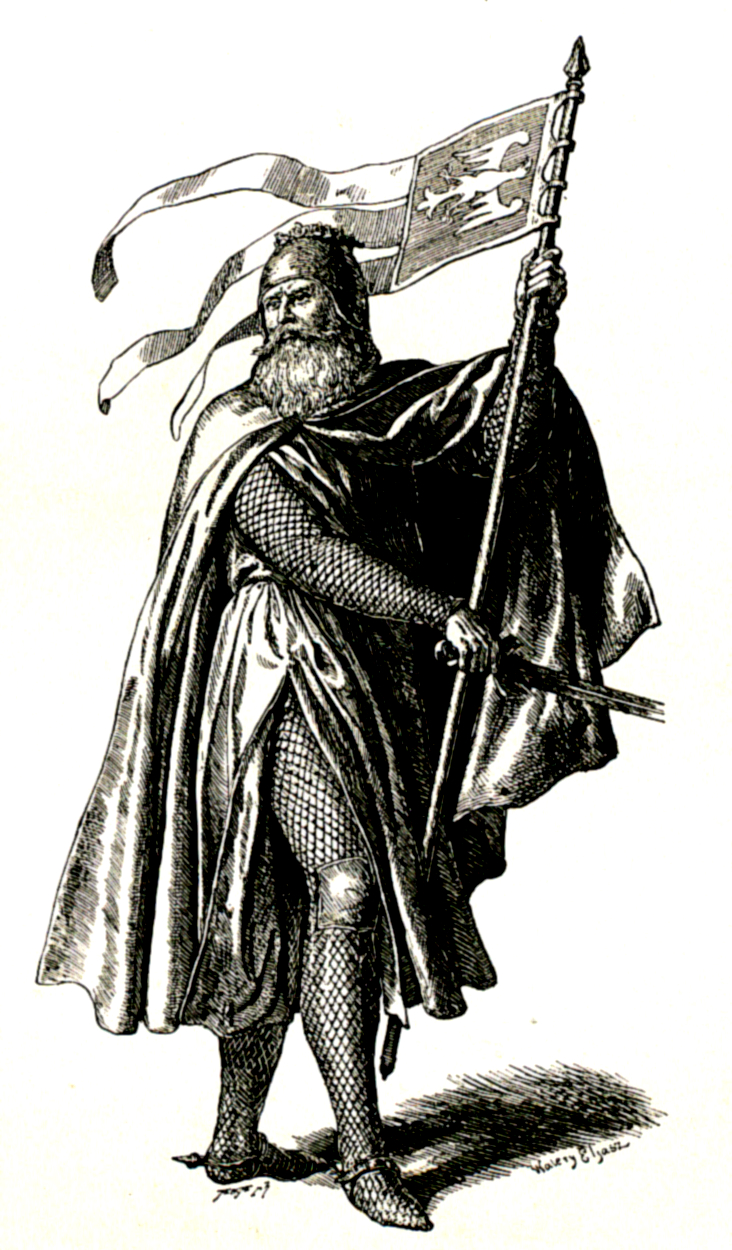
Bolesław III Krzywousty
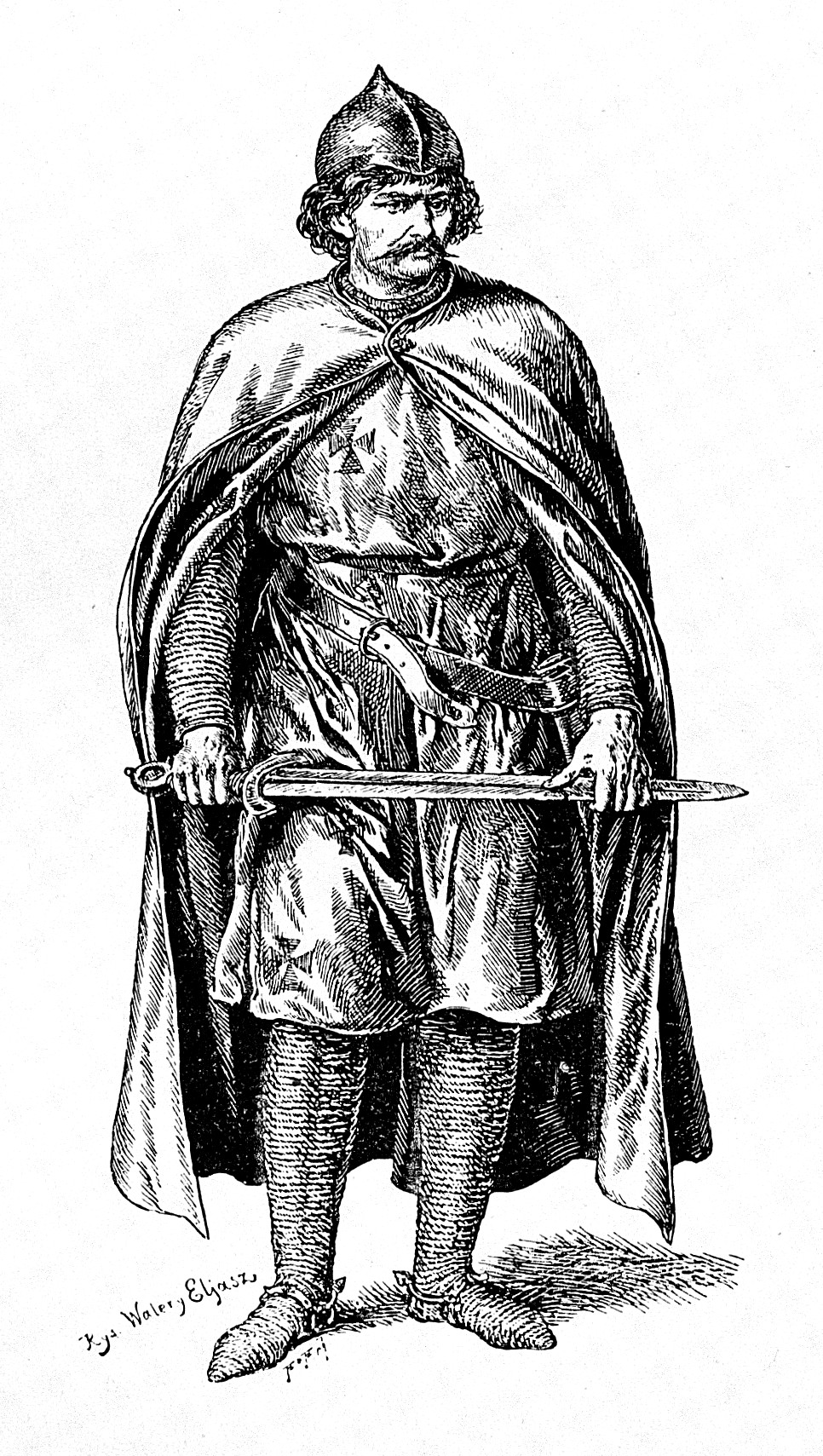
Władysław II Wygnaniec
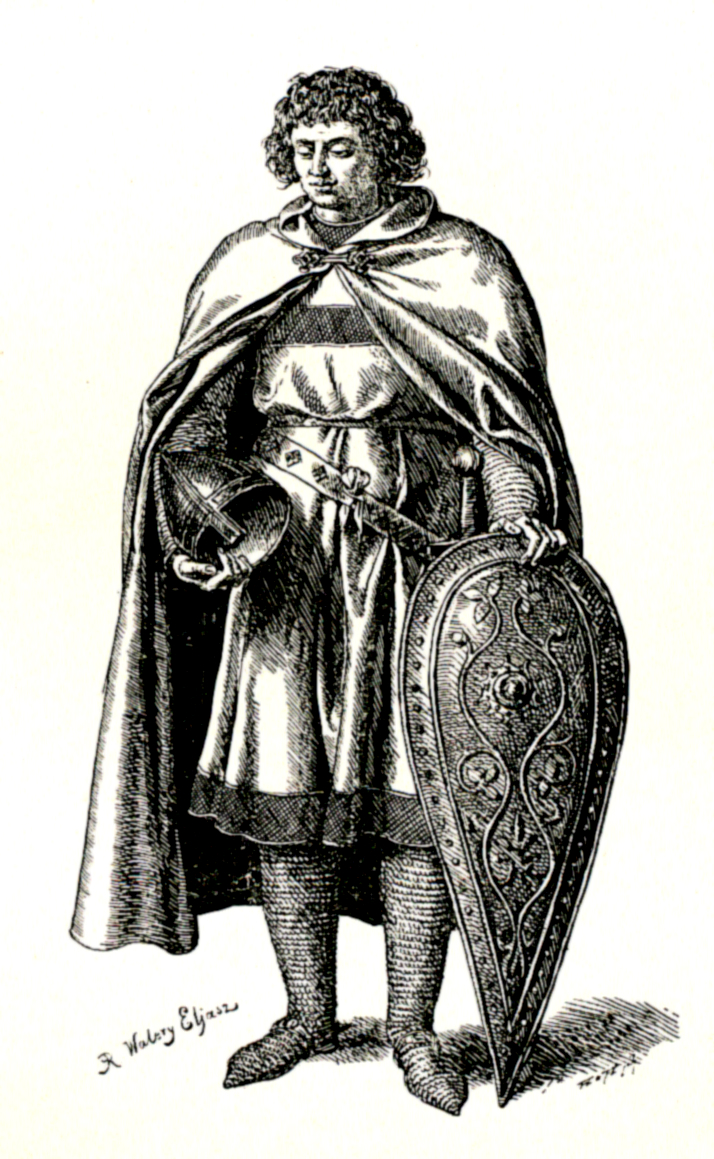
Bolesław IV Kędzierzawy
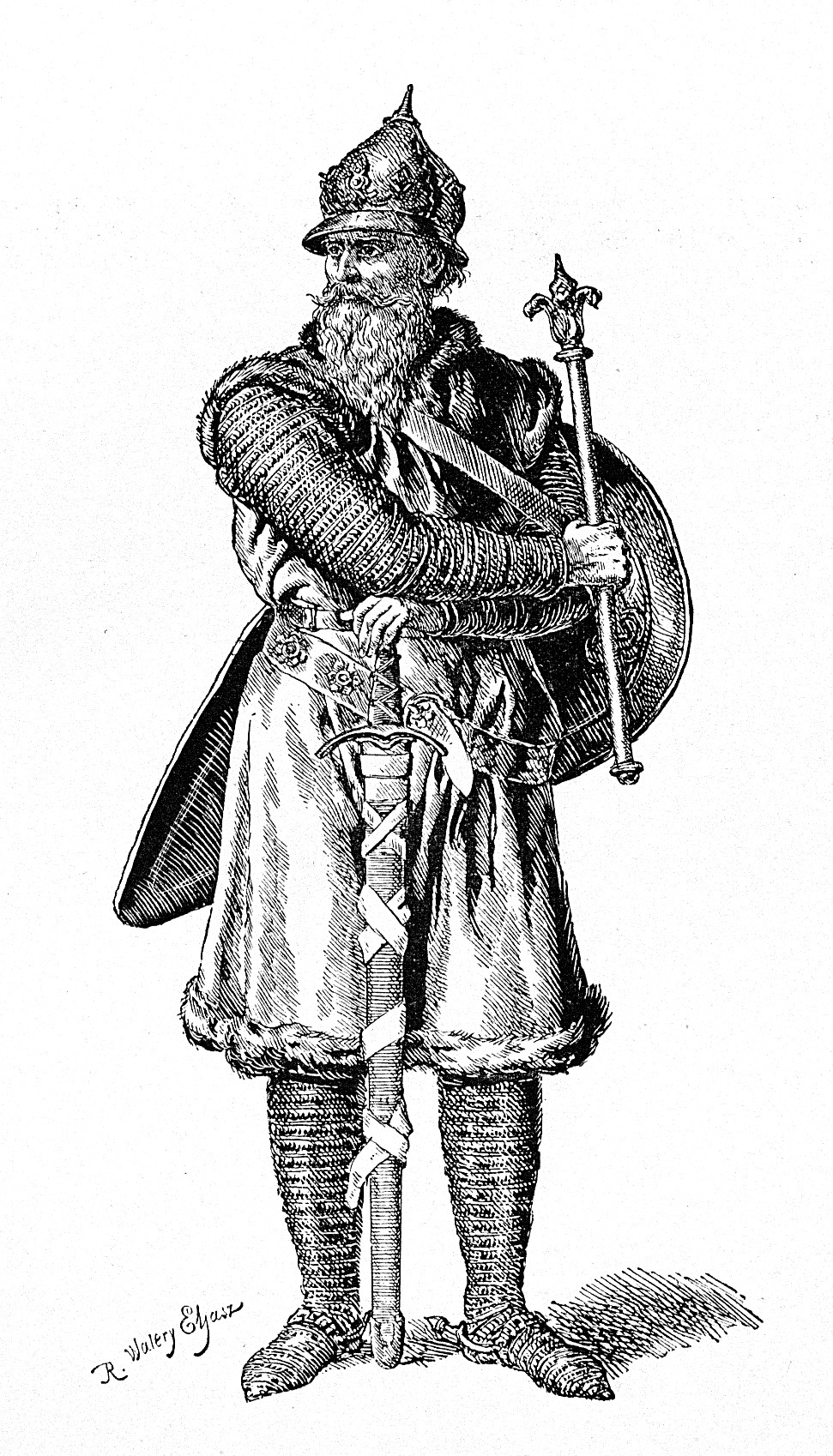
Mieszko III Stary
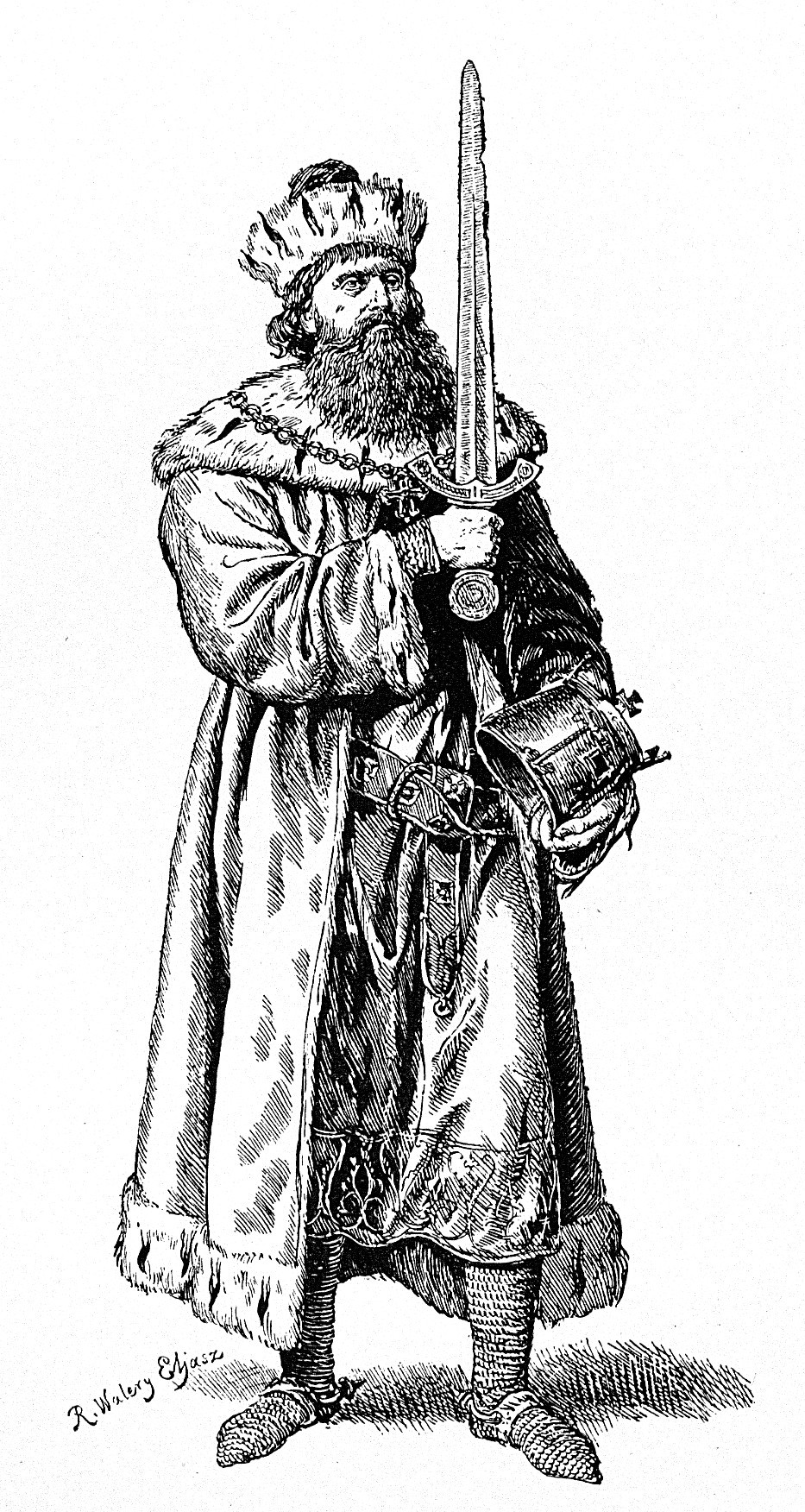
Kazimierz II Sprawiedliwy
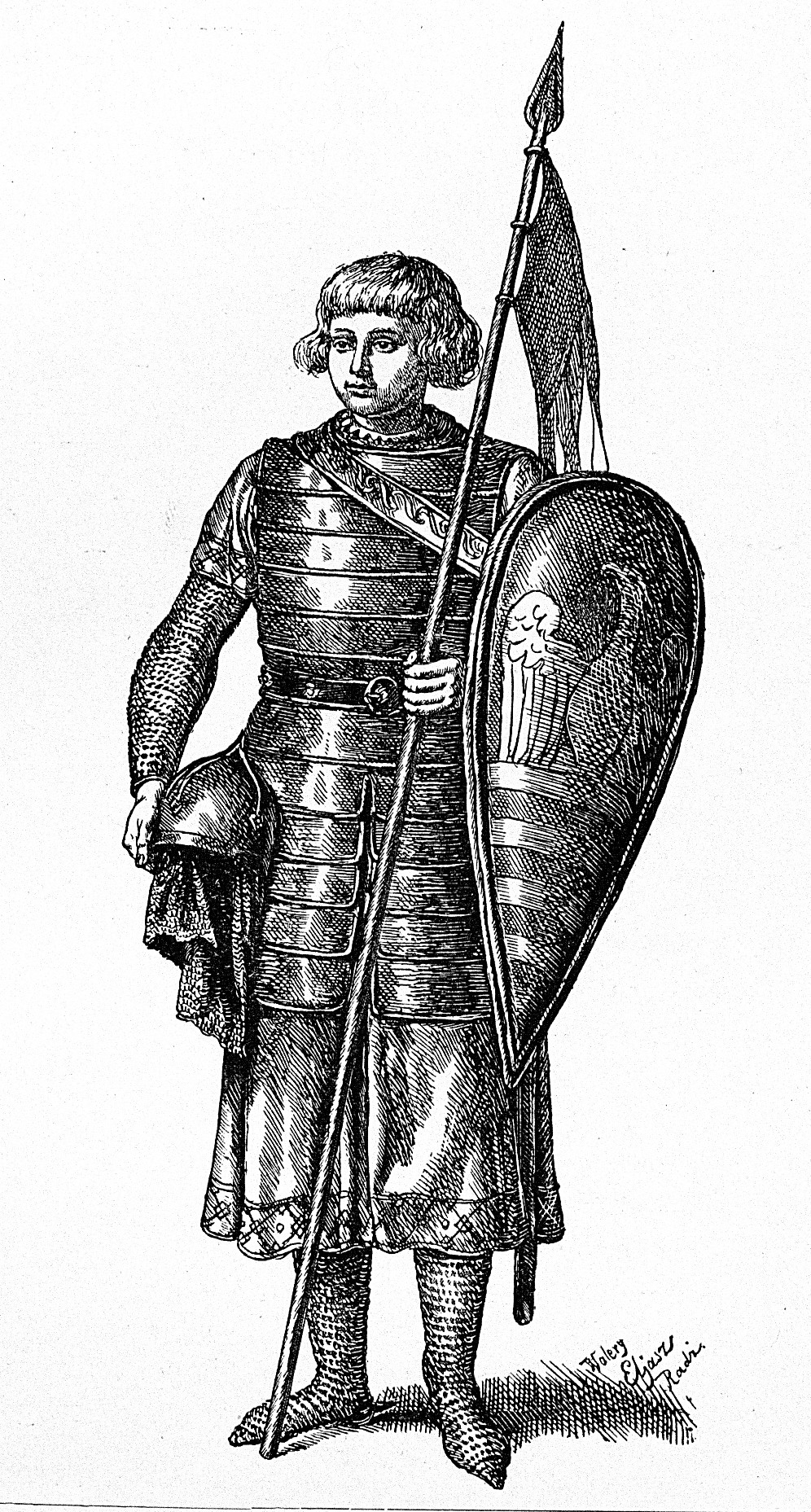
Leszek Biały
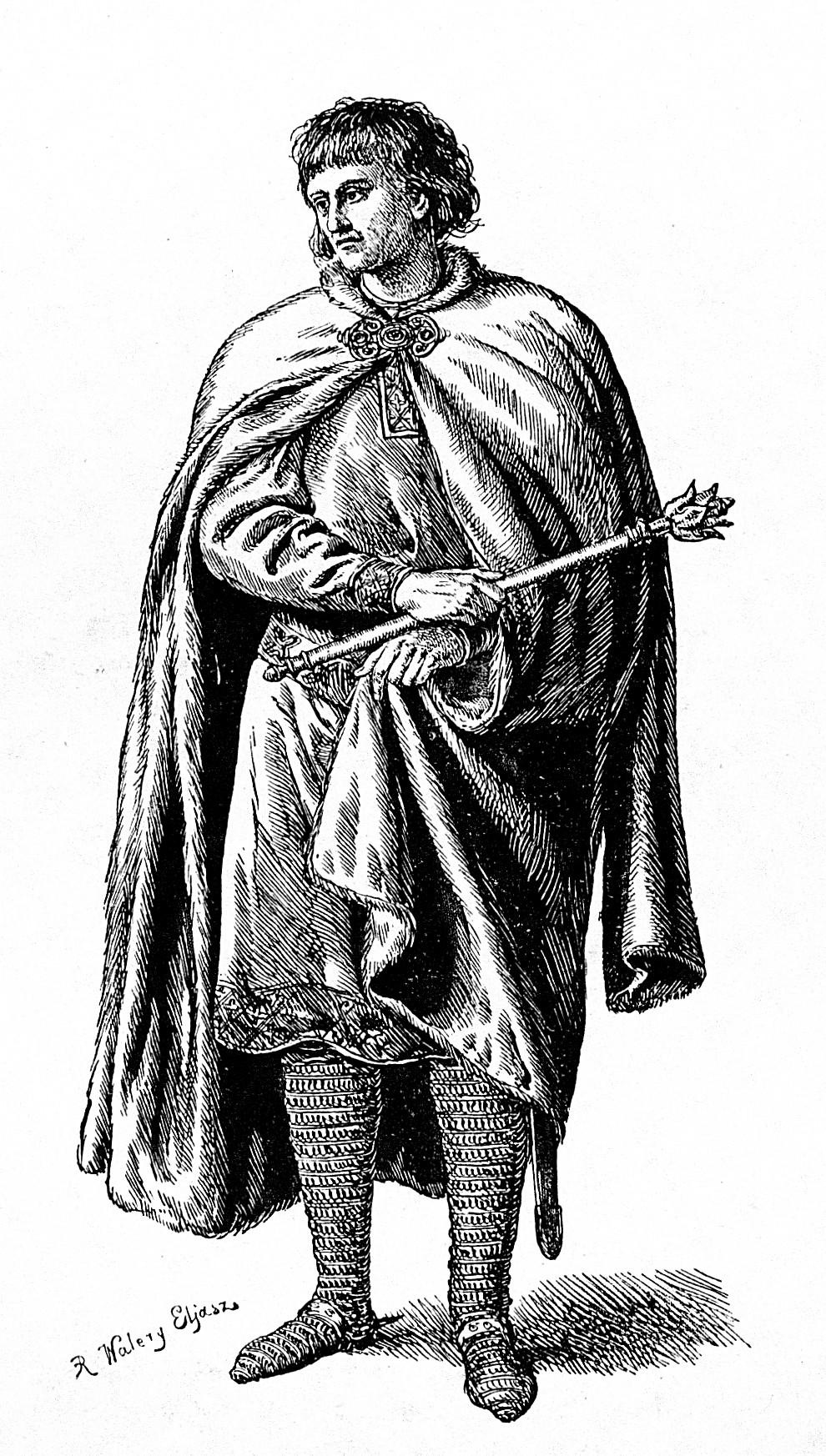
Władysław III Laskonogi
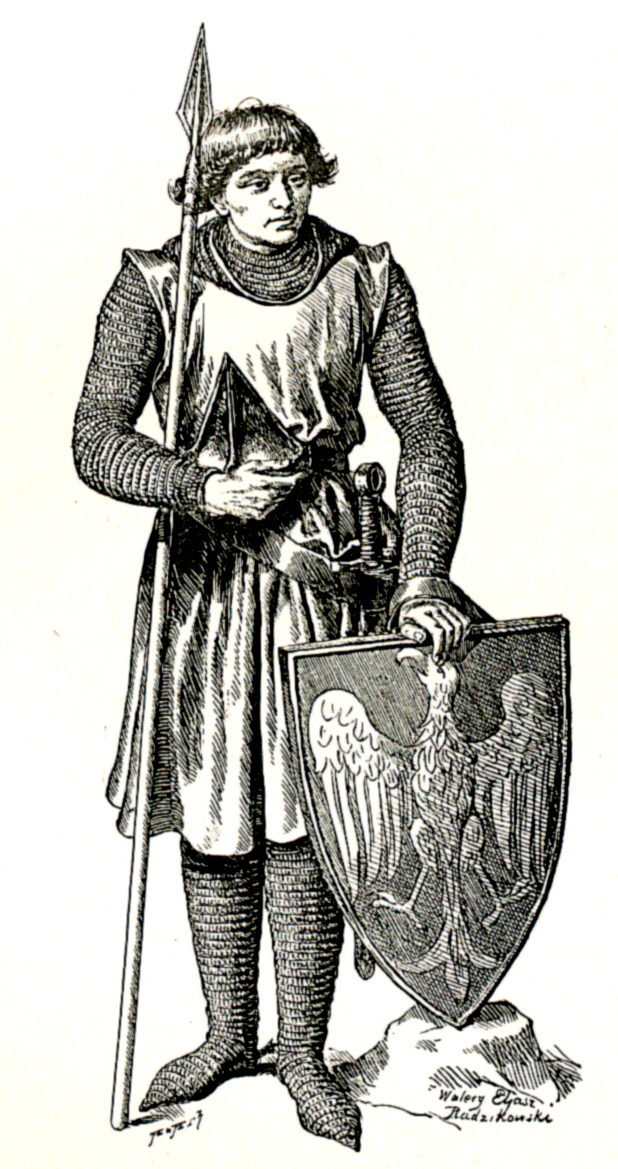
Bolesław V Wstydliwy
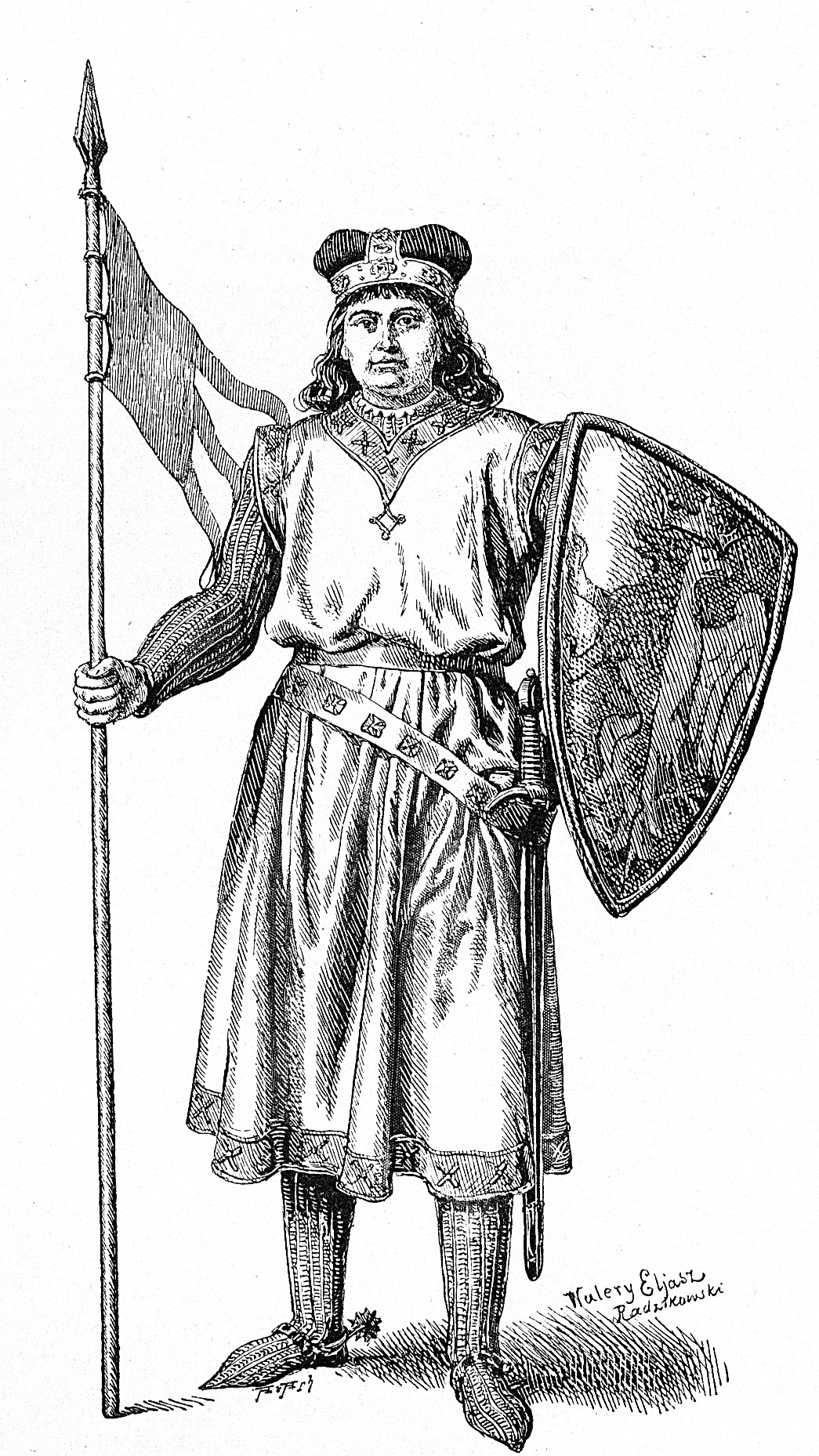
Leszek Czarny
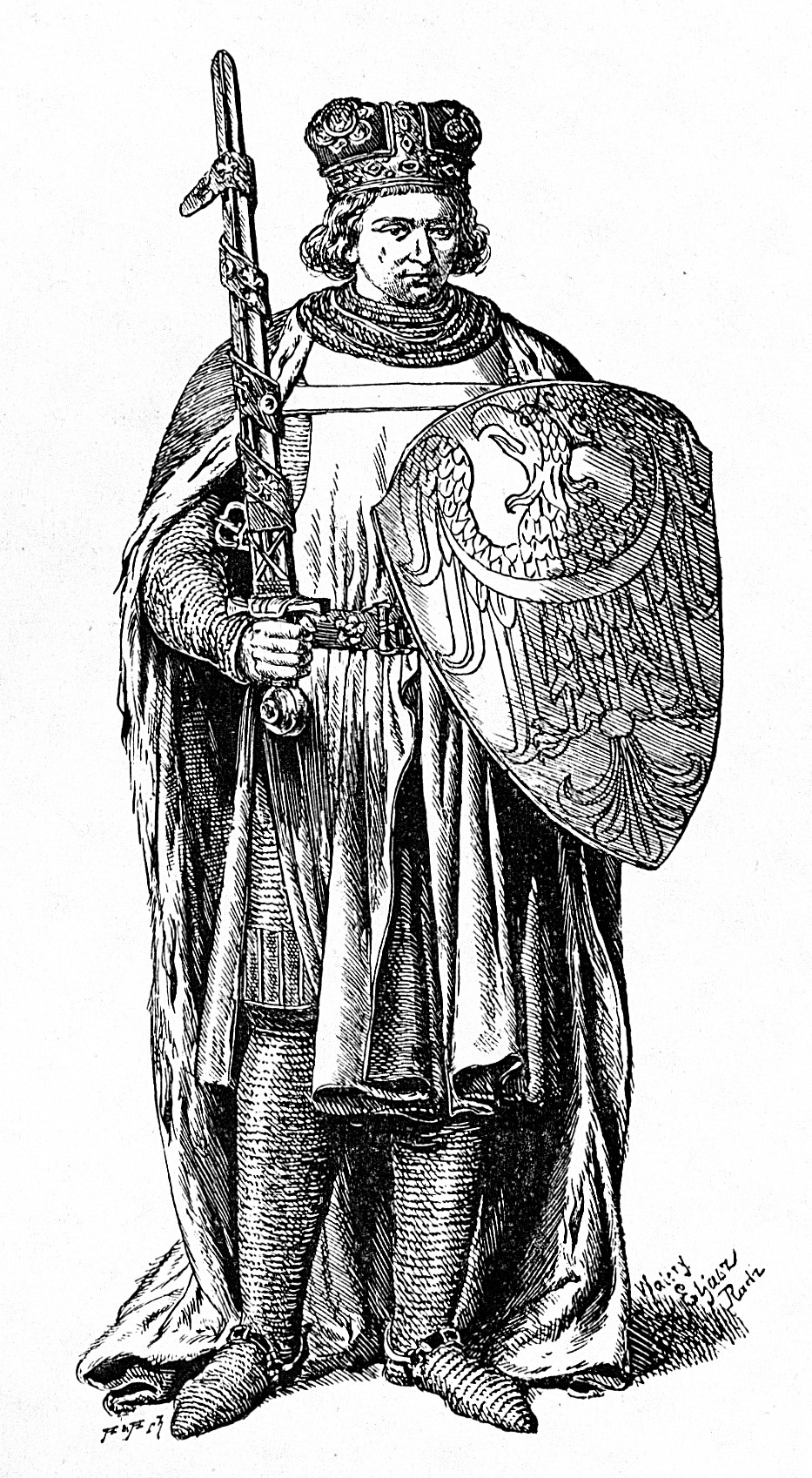
Henryk IV Prawy
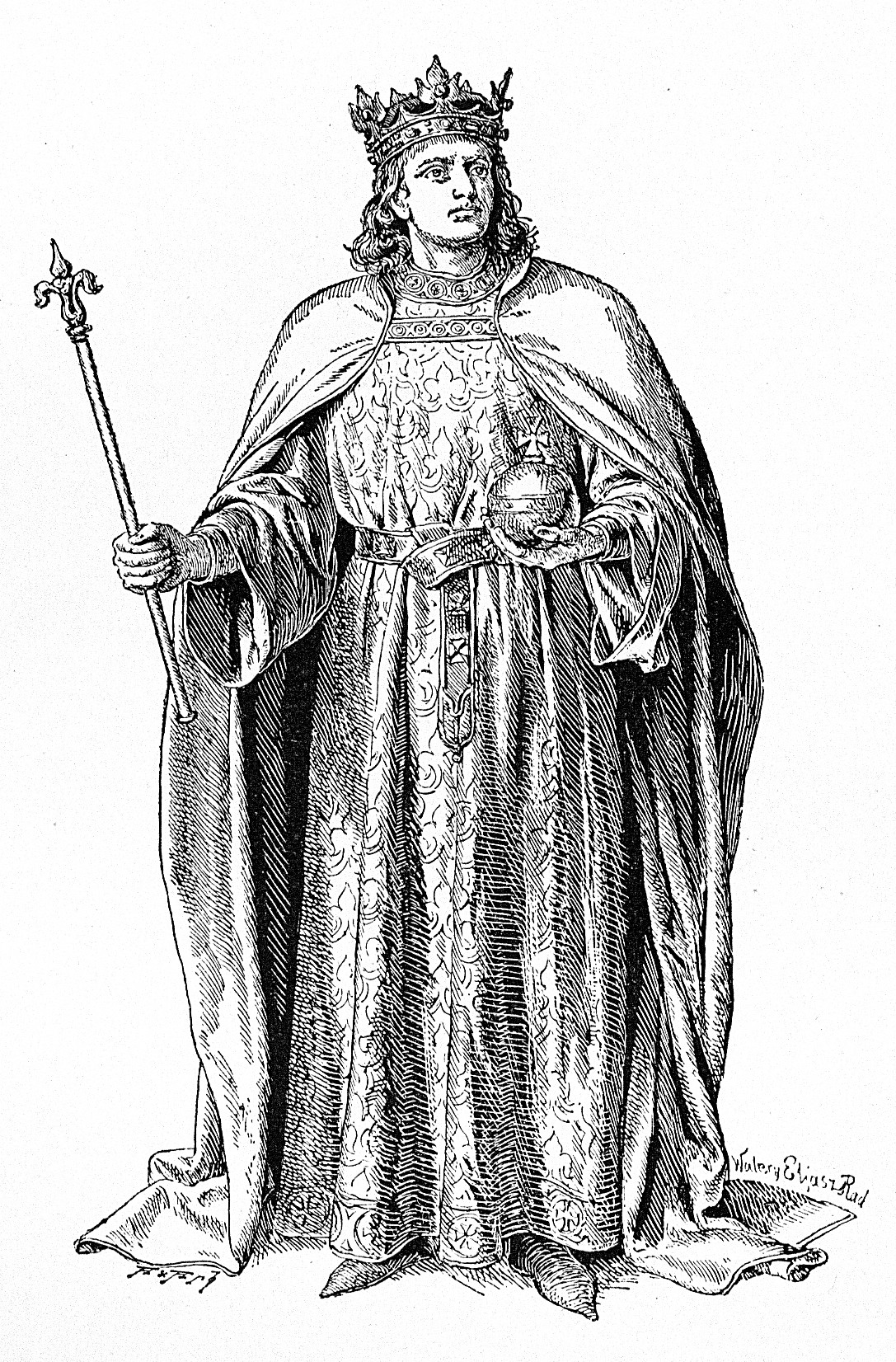
Przemysł II
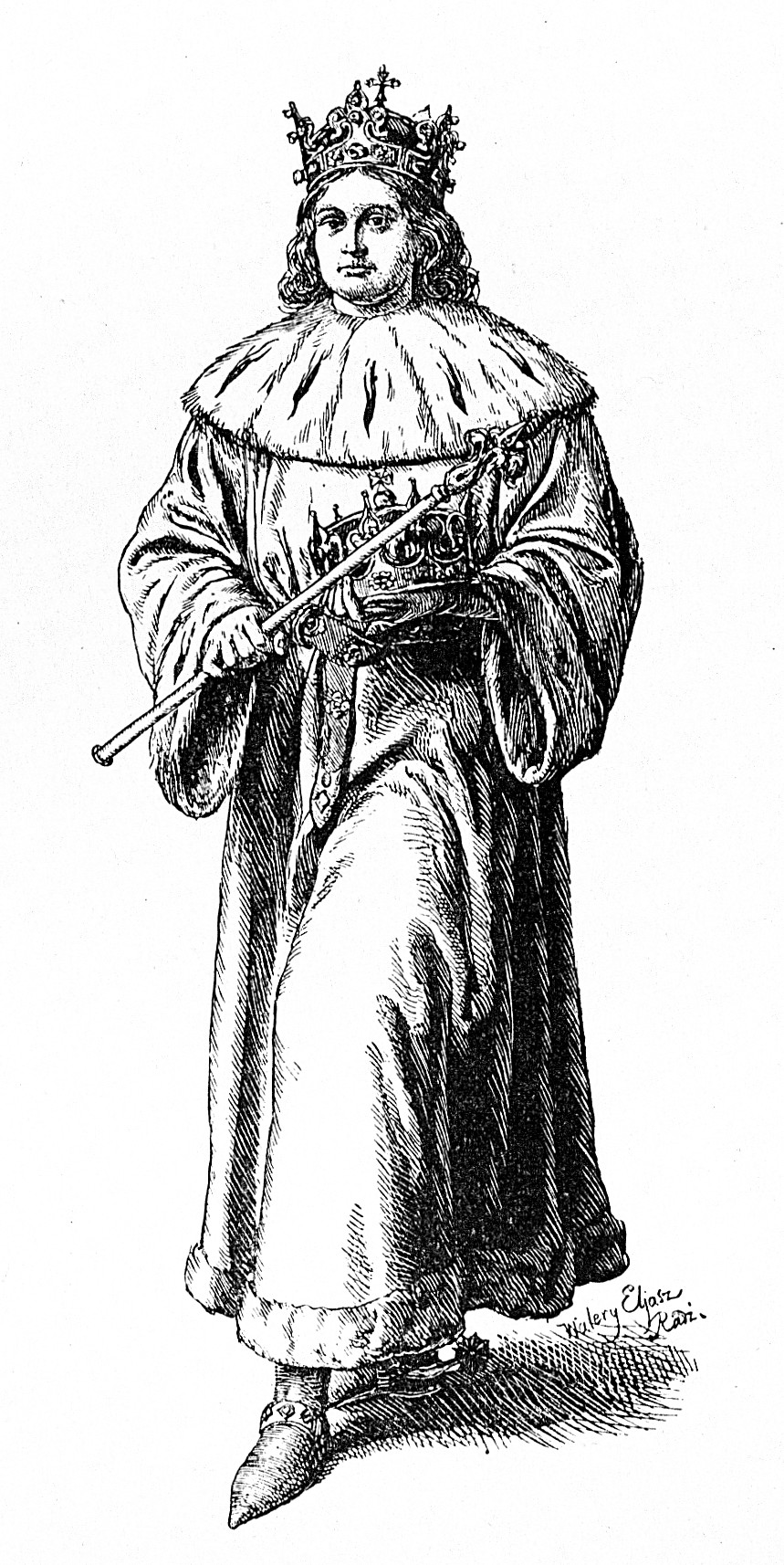
Wacław II
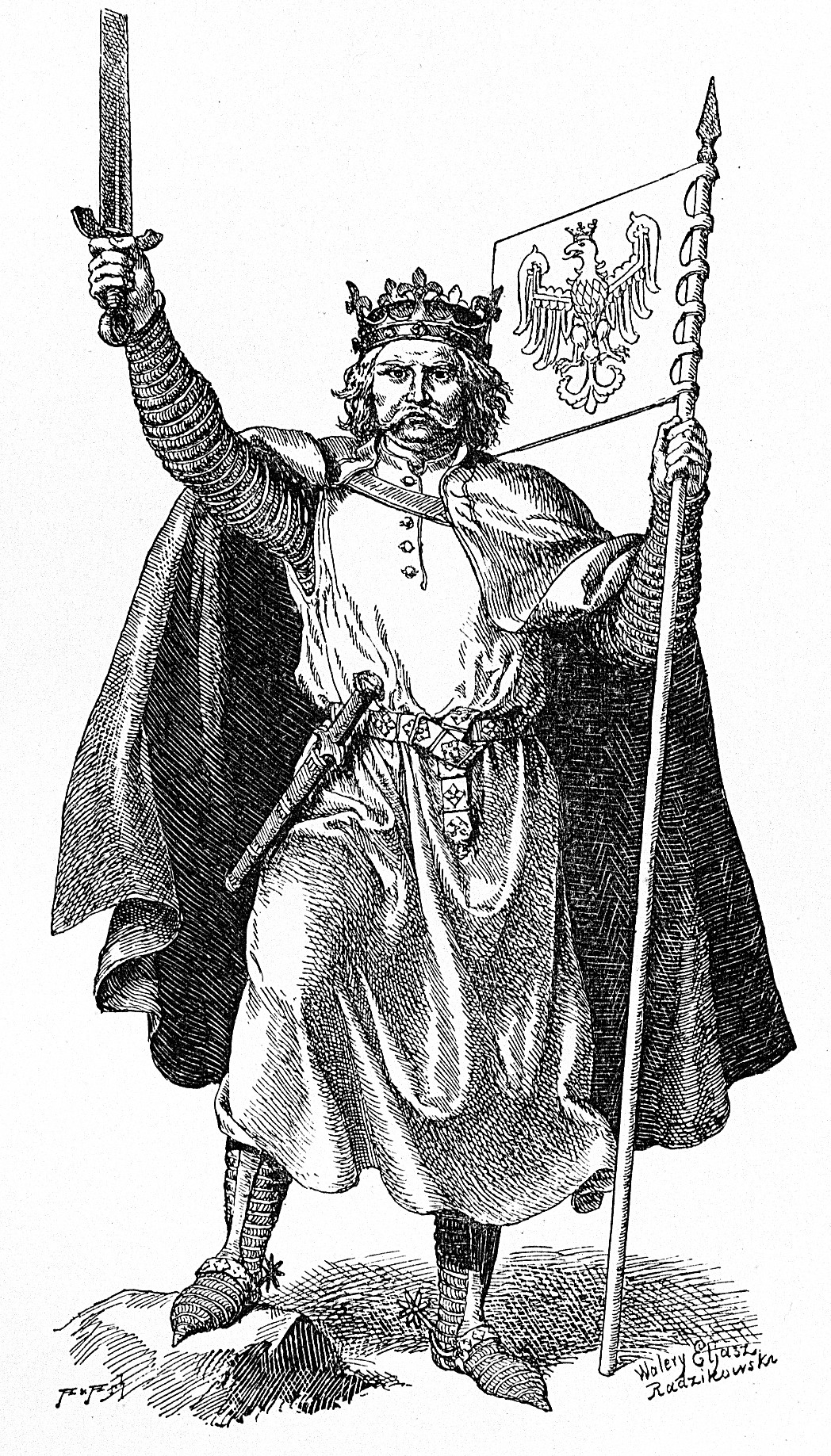
Władysław I Łokietek
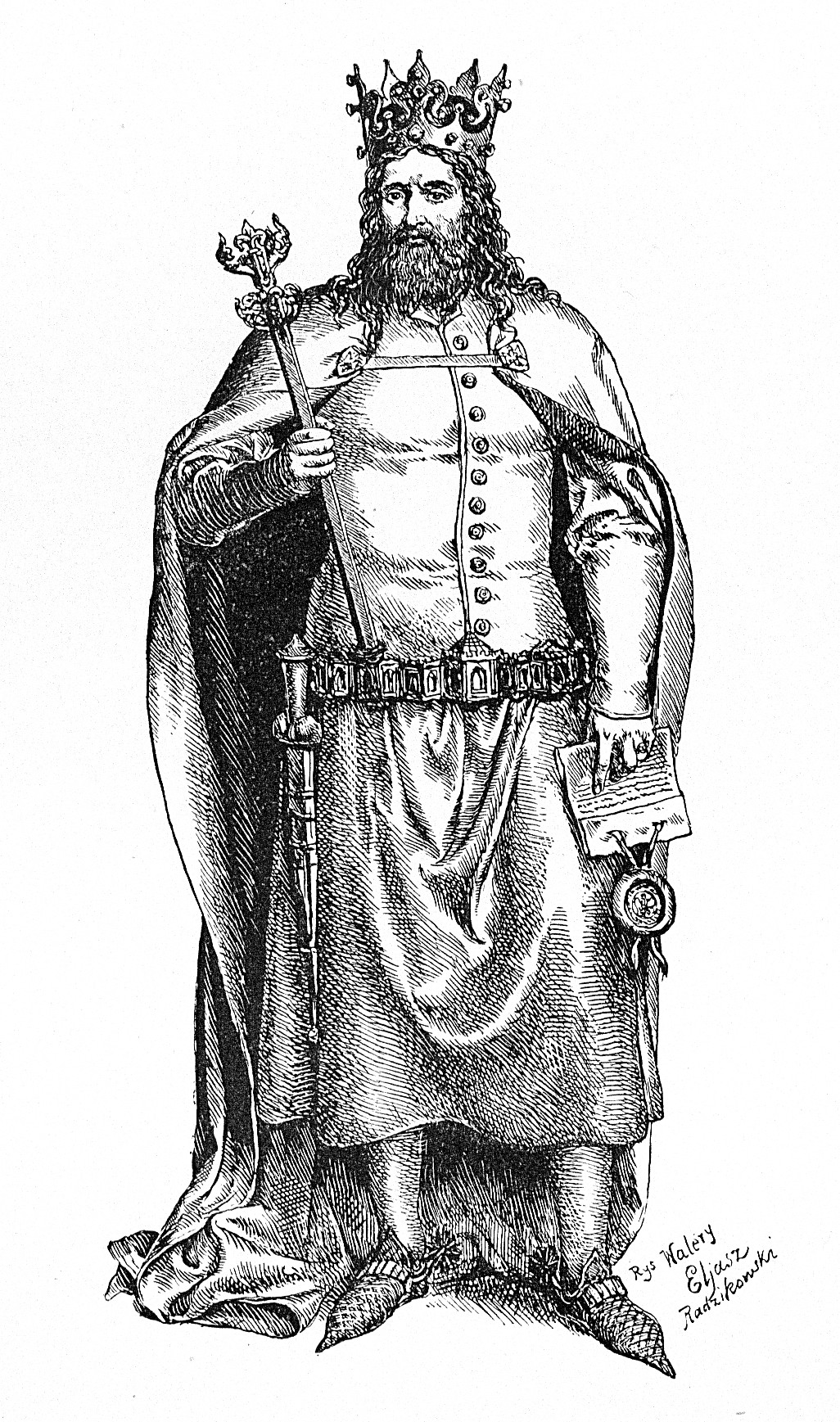
Kazimierz III Wielki
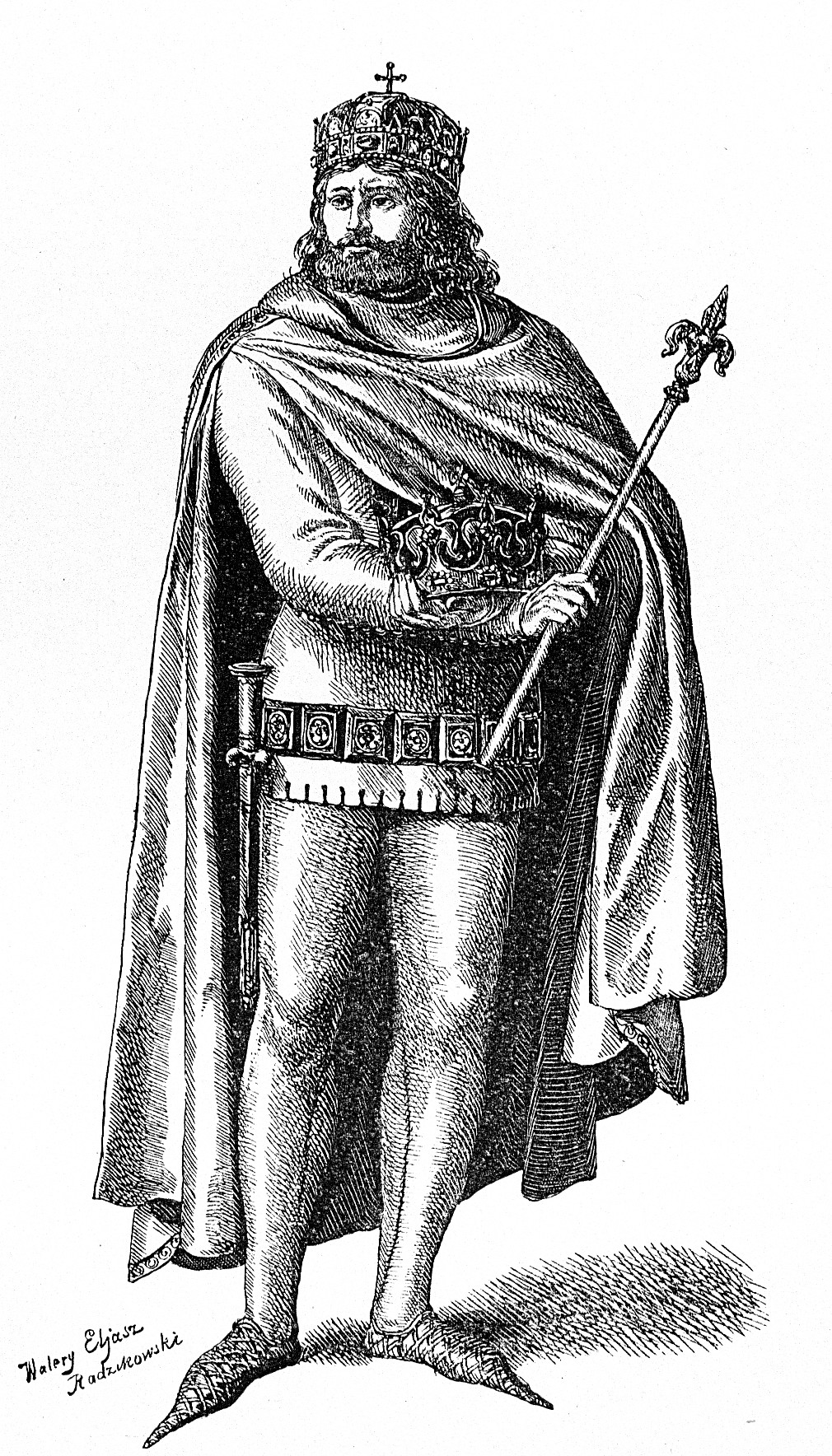
Ludwik Węgierski
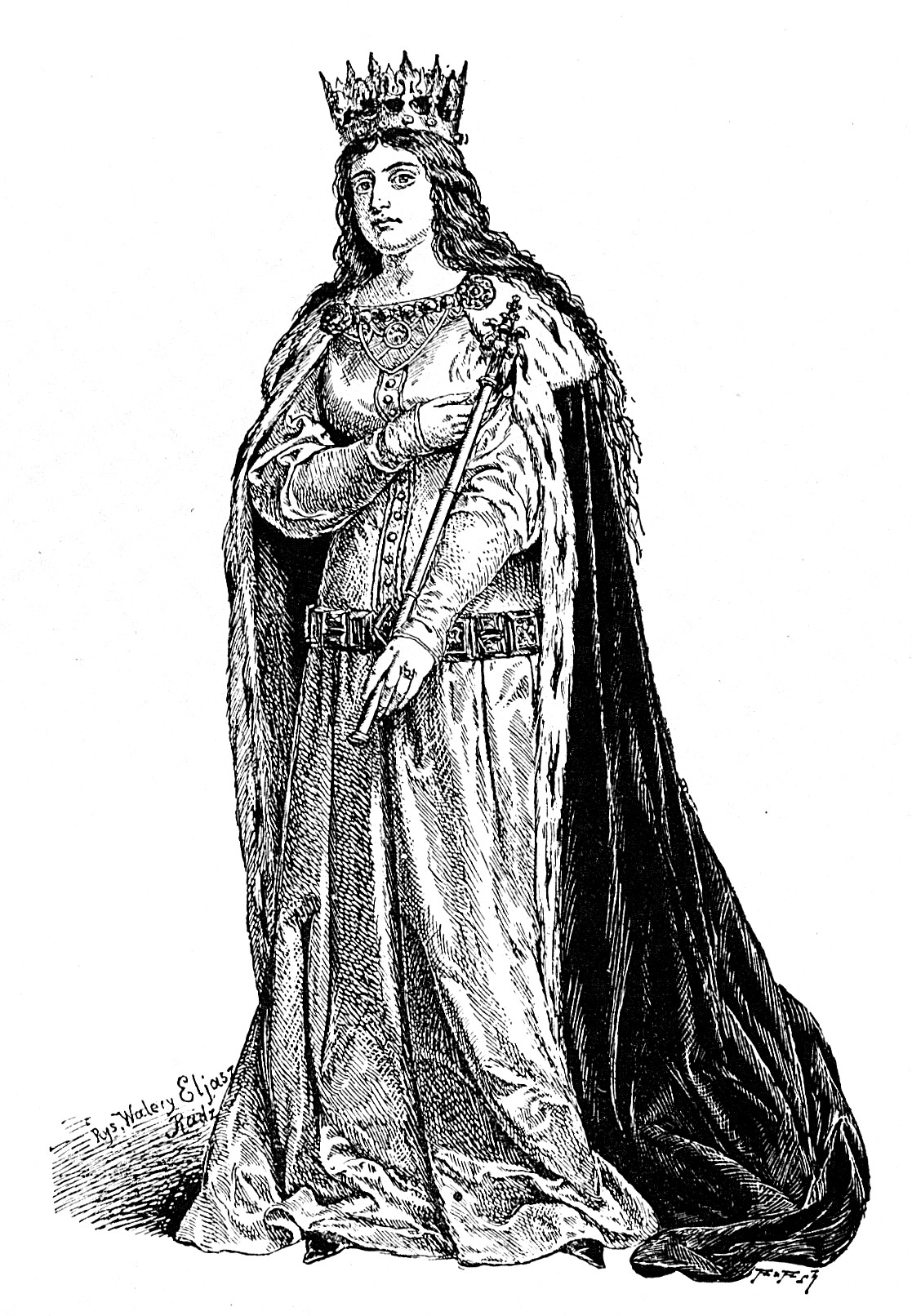
Jadwiga Andegaweńska
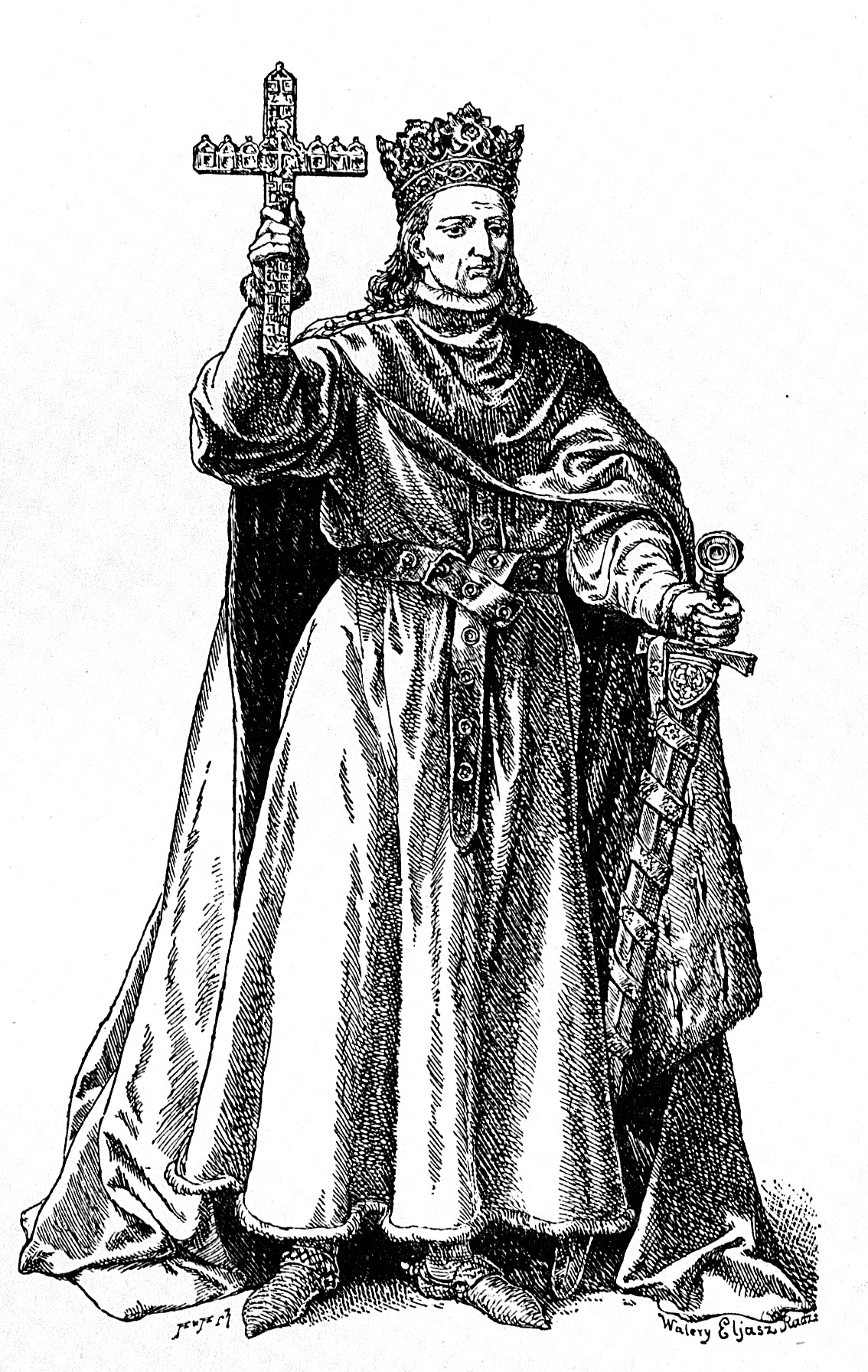
Władysław II Jagiełło
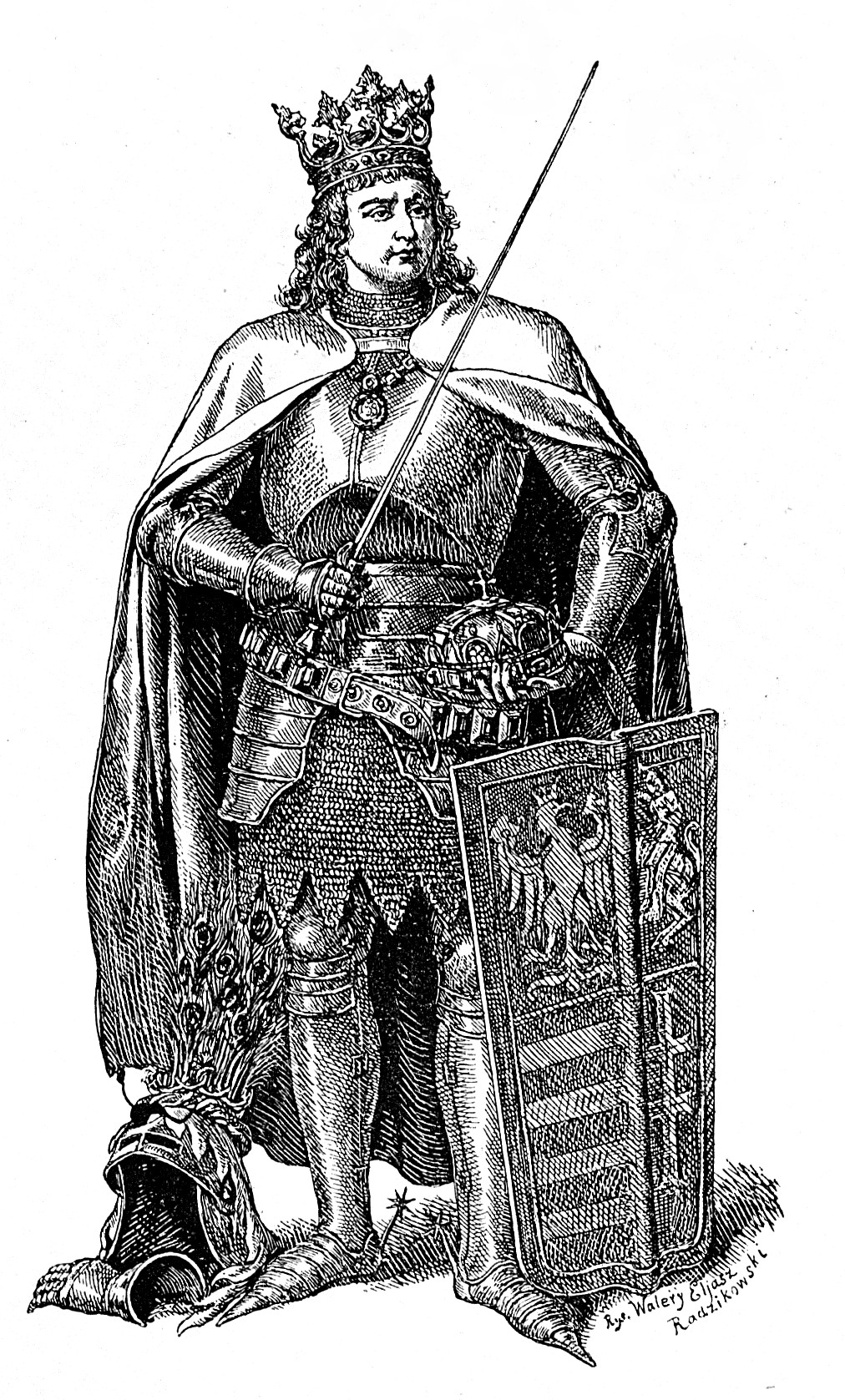
Władysław III Warneńczyk
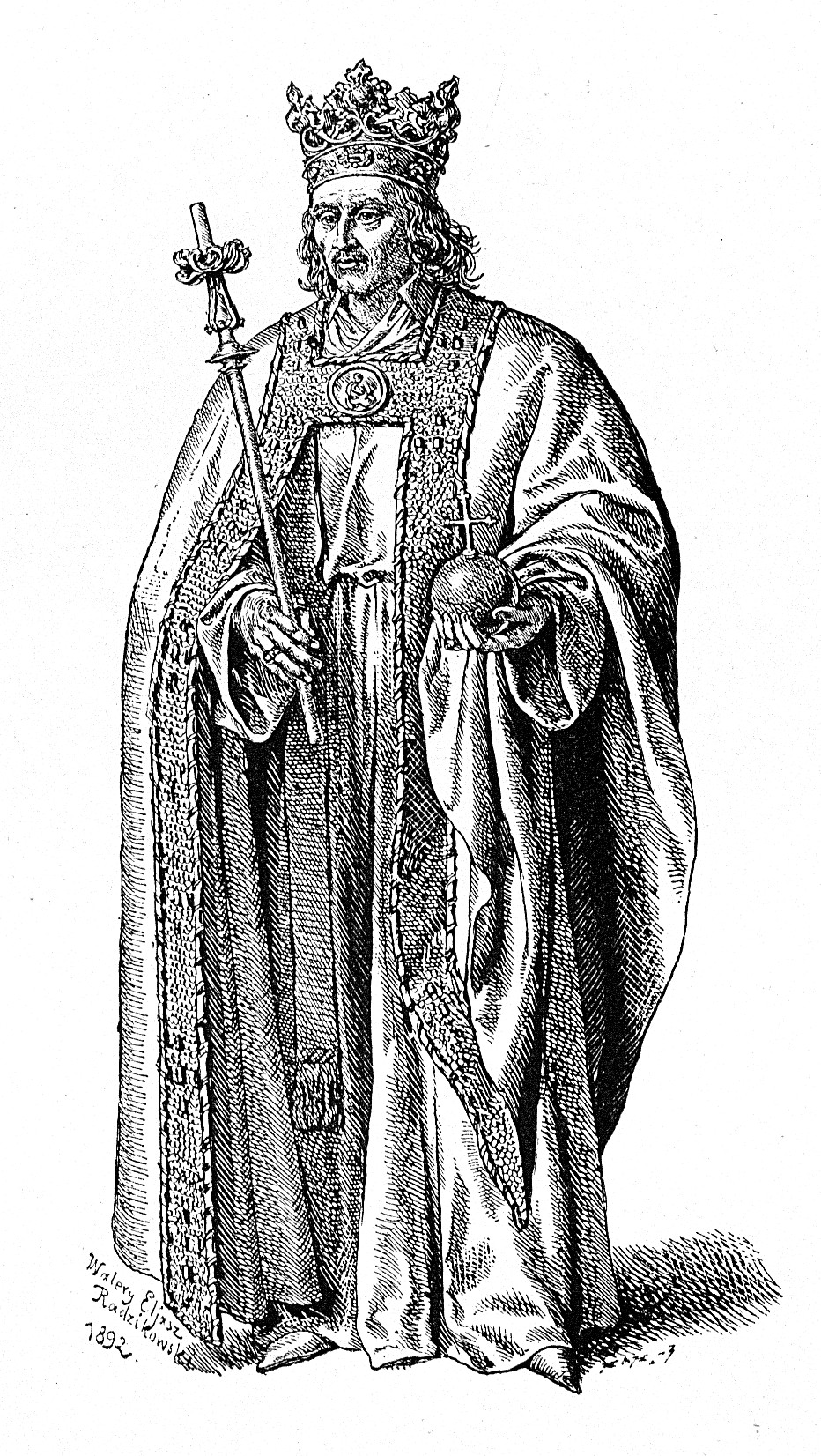
Kazimierz IV Jagiellończyk
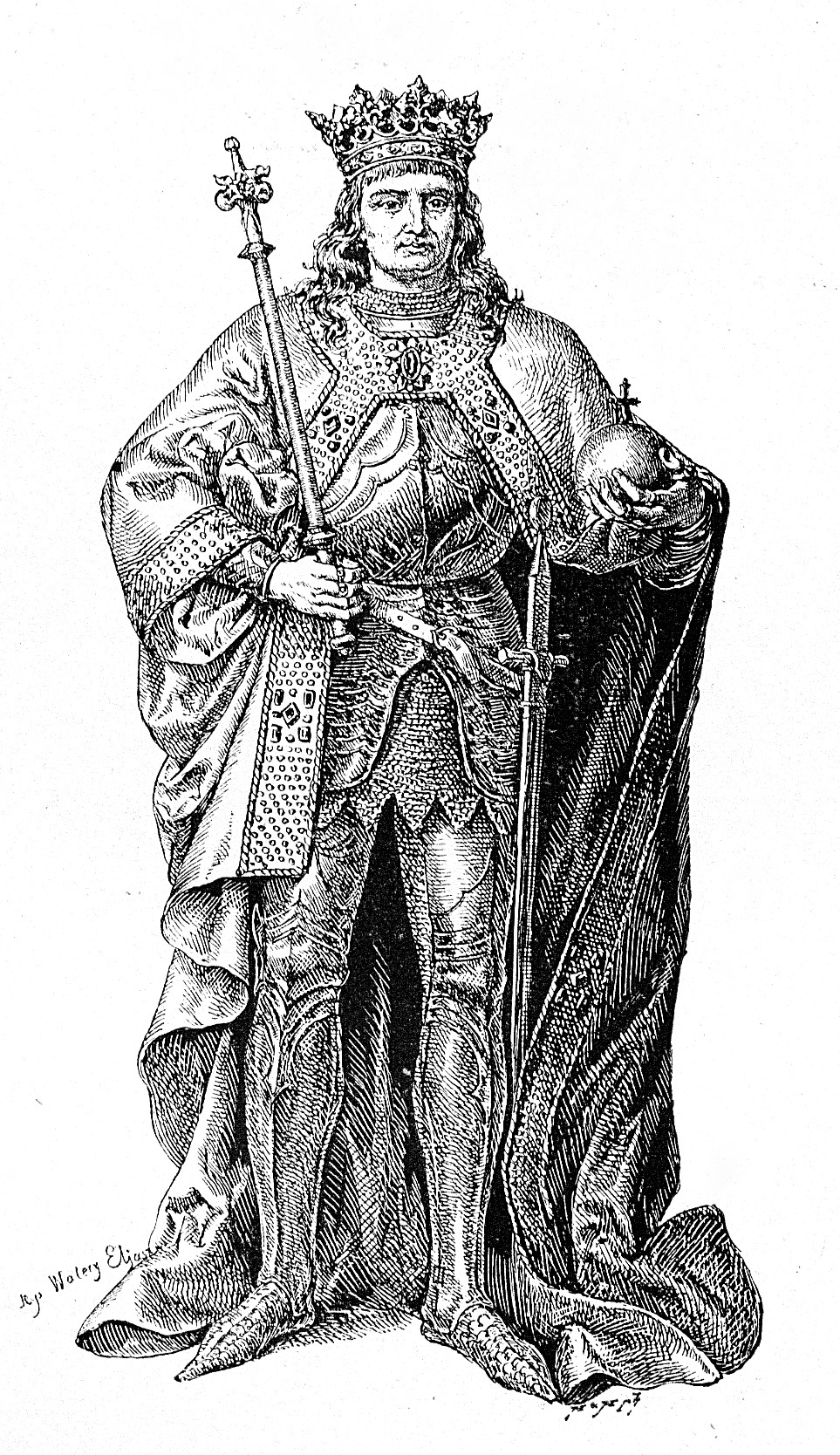
Jan I Olbracht
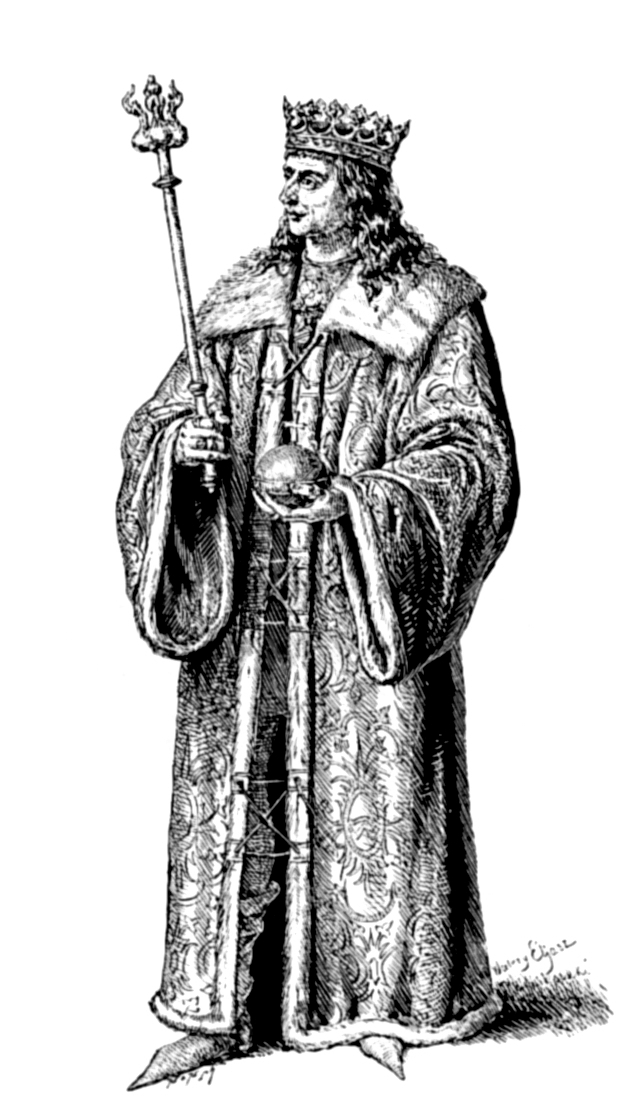
Aleksander Jagiellończyk
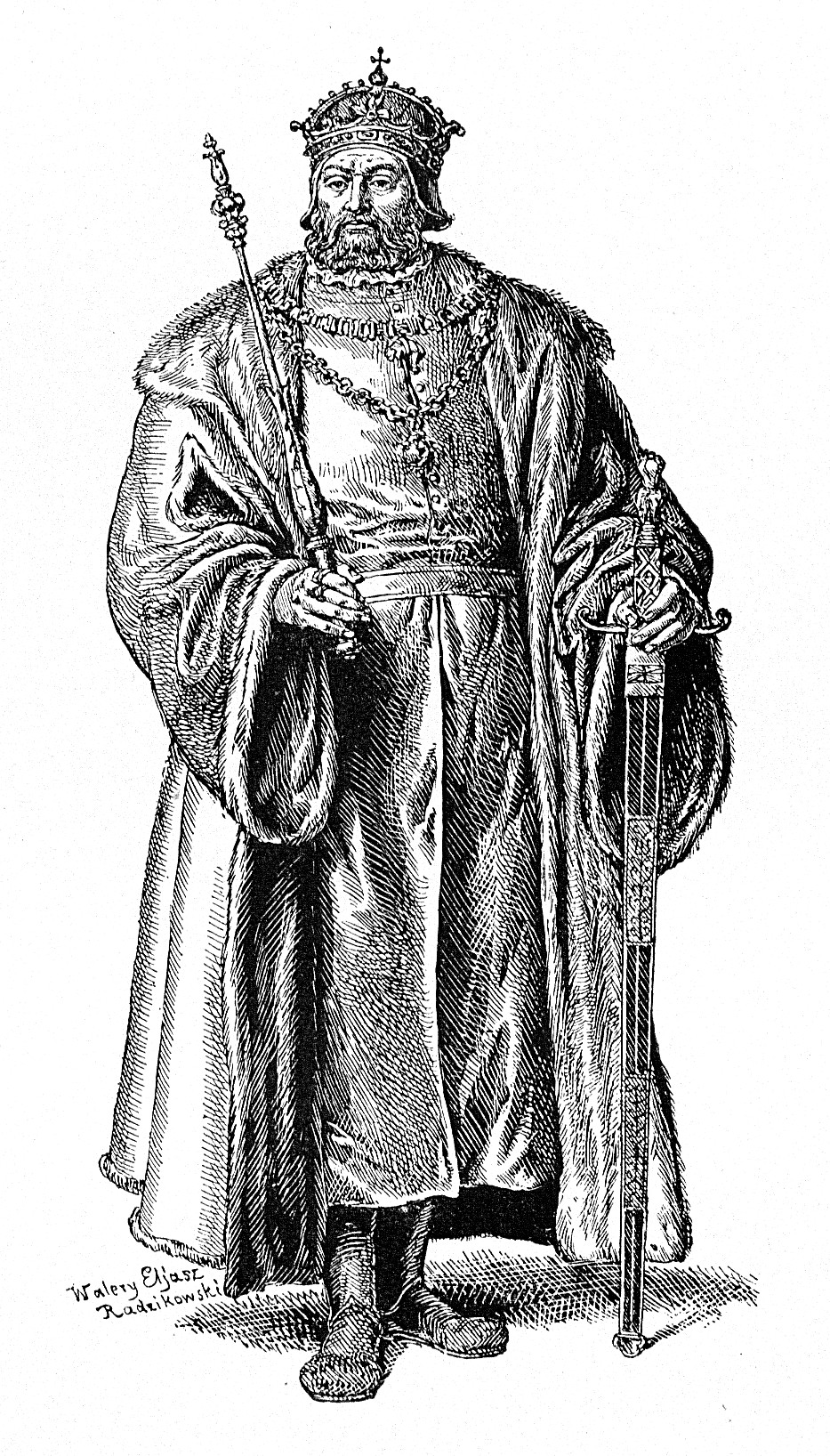
Zygmunt I Stary
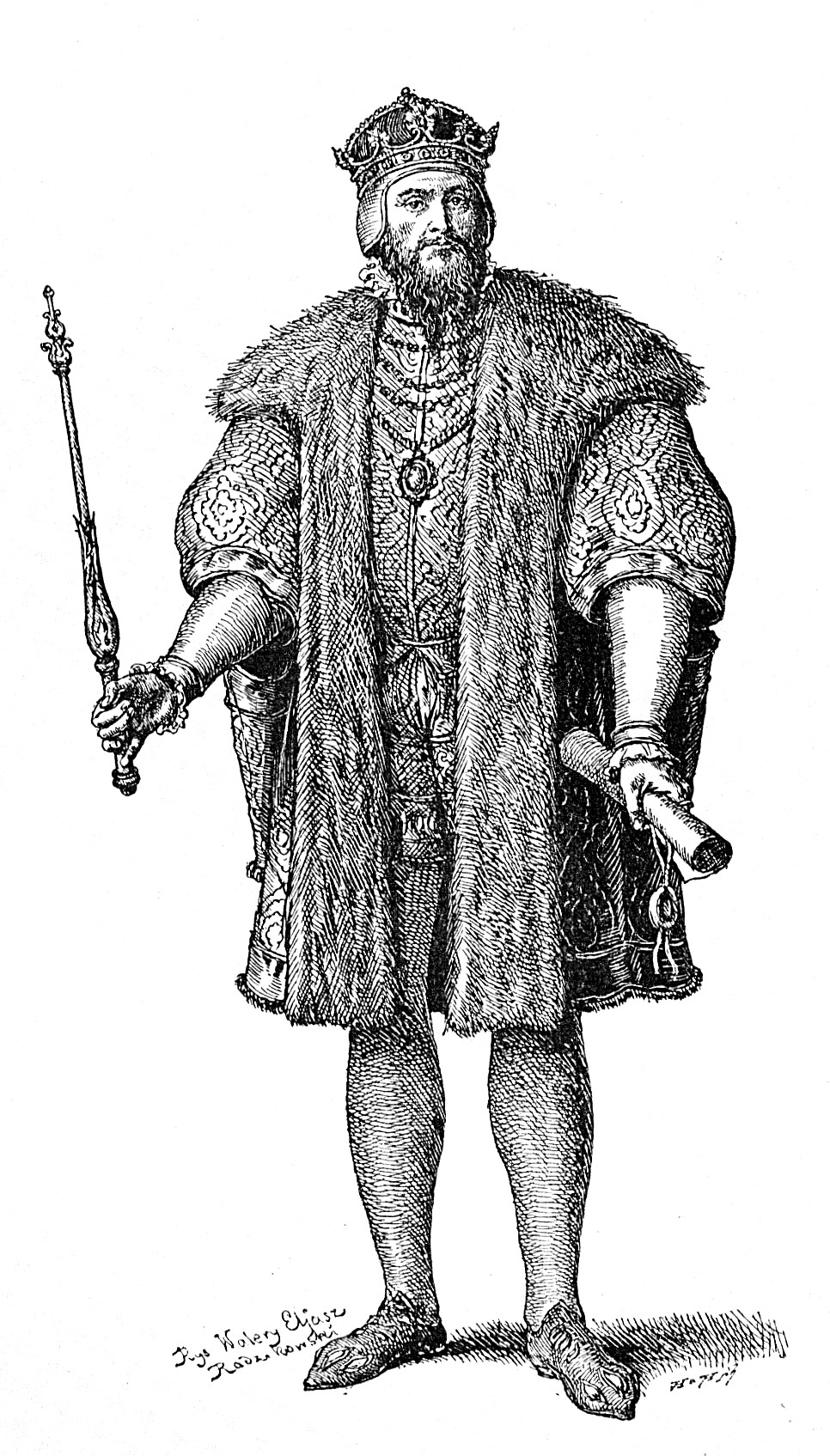
Zygmunt II August
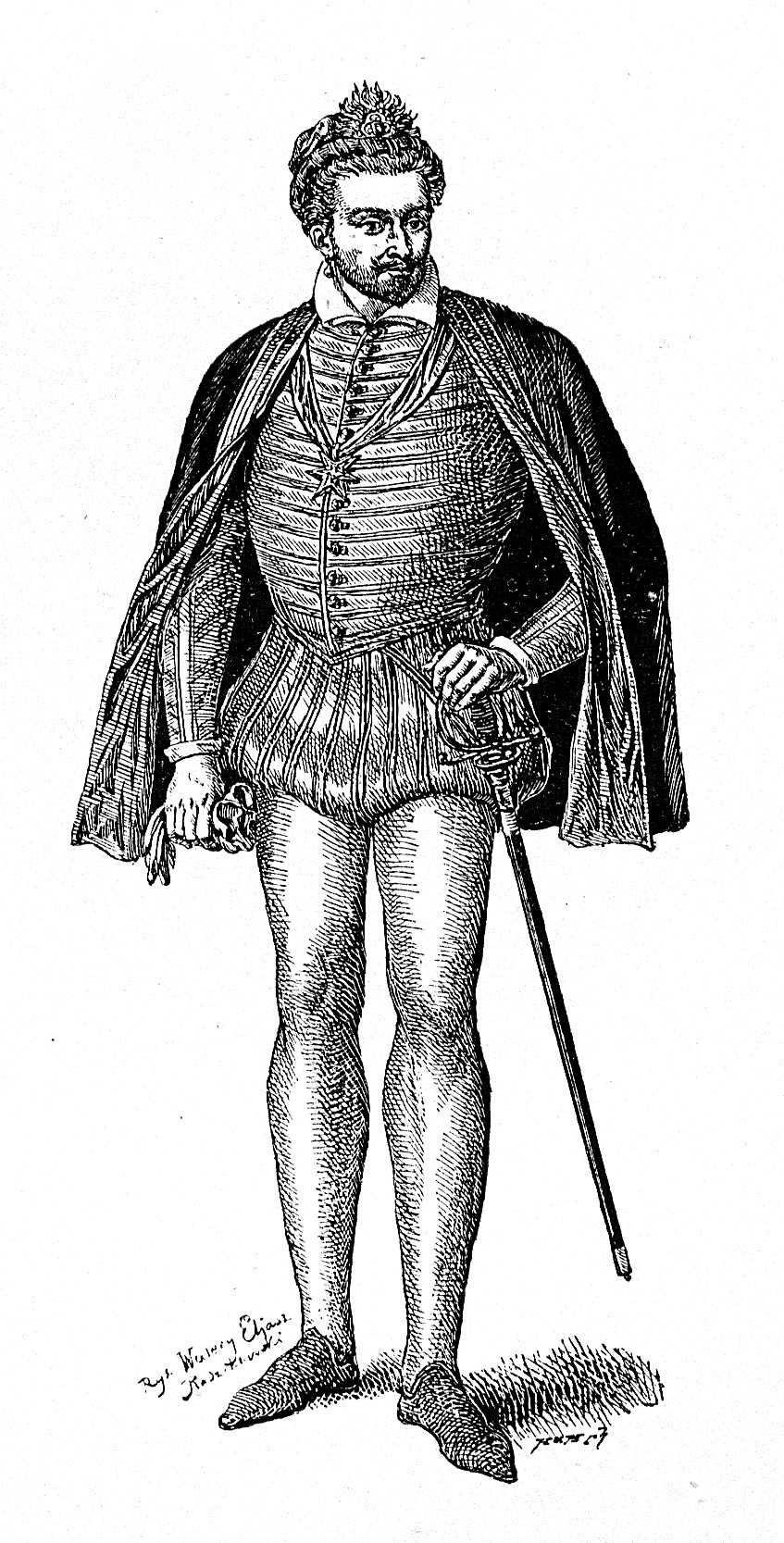
Henryk III Walezy
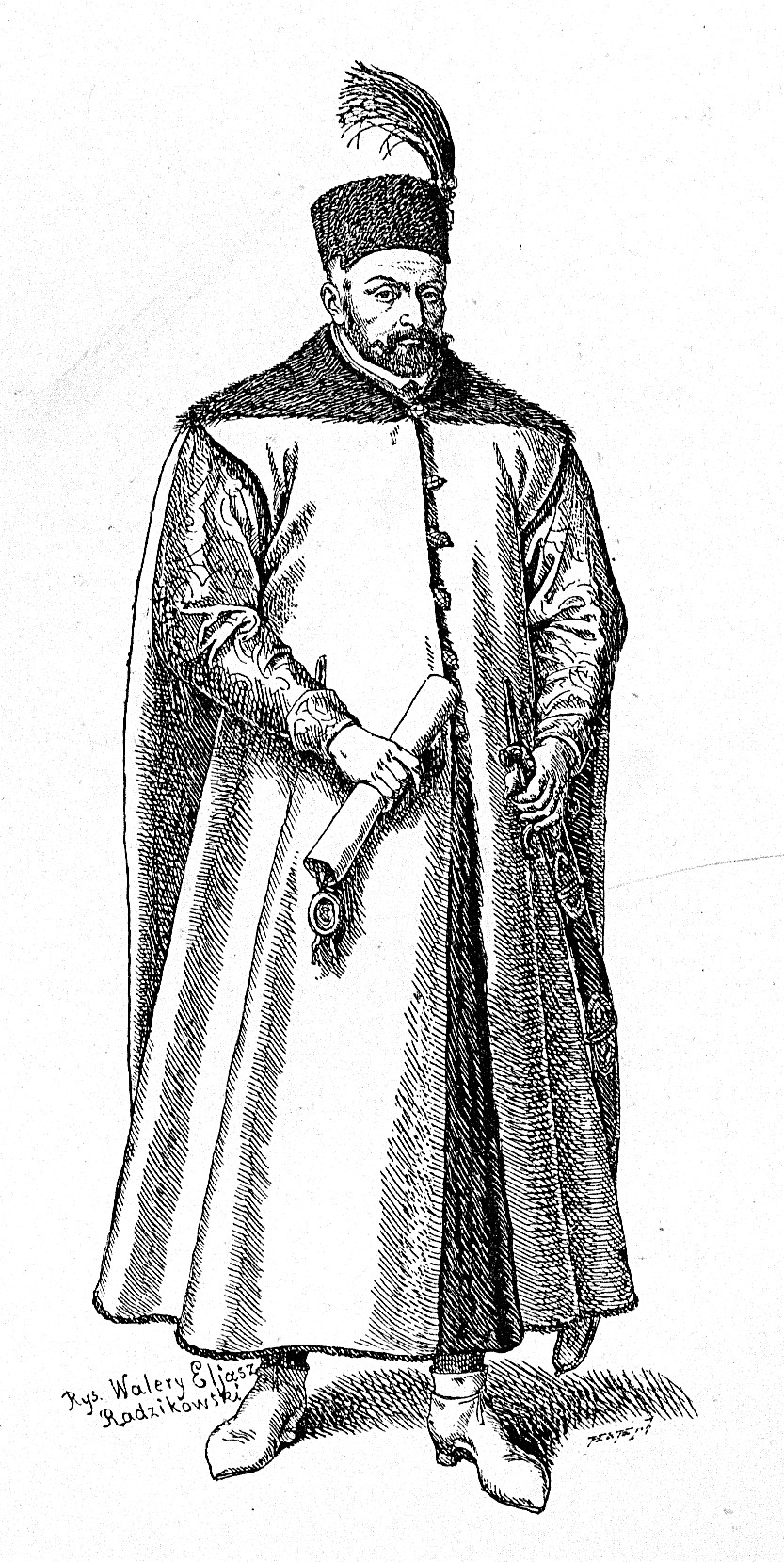
Stefan Batory
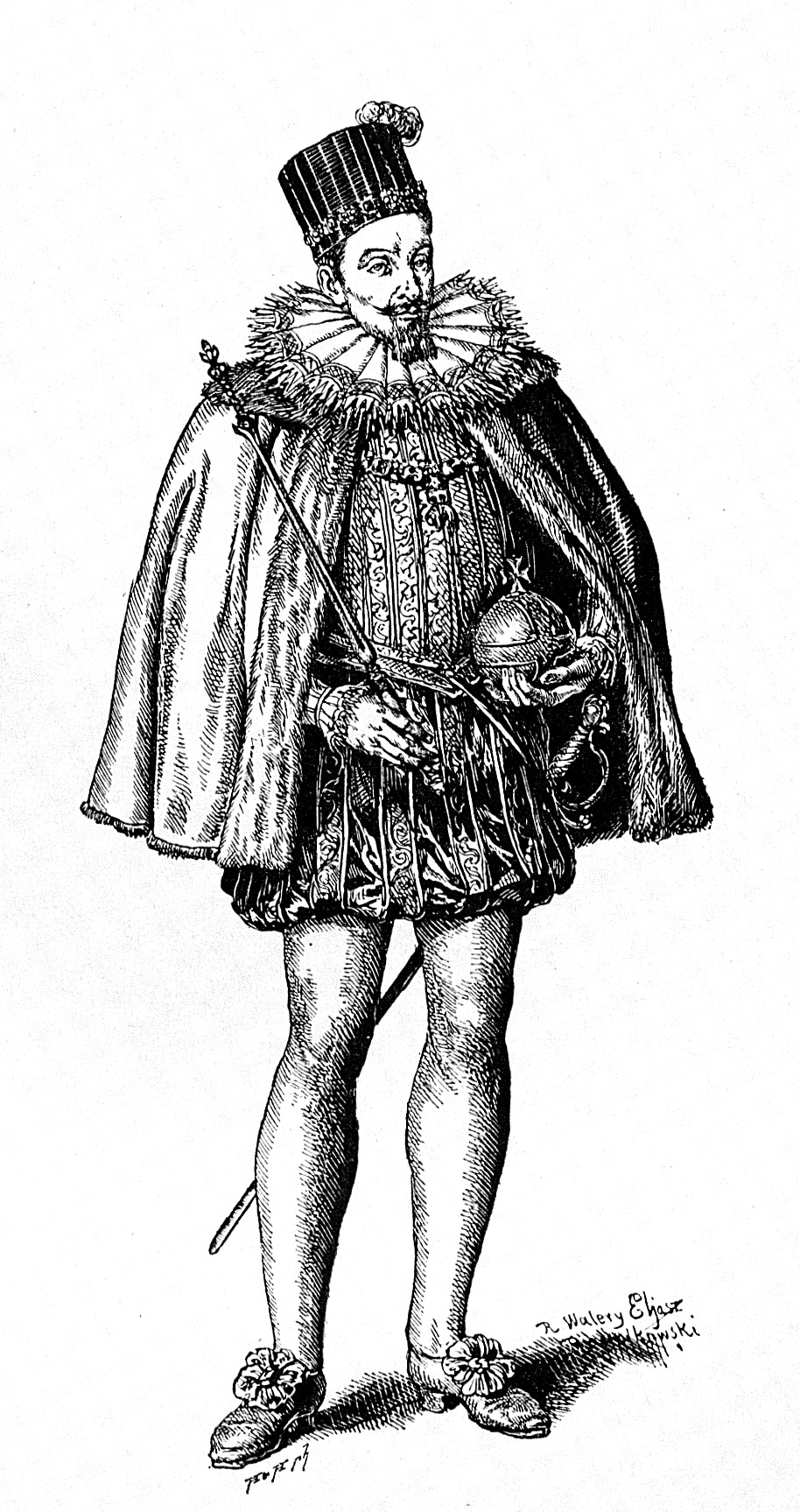
Zygmunt III Waza
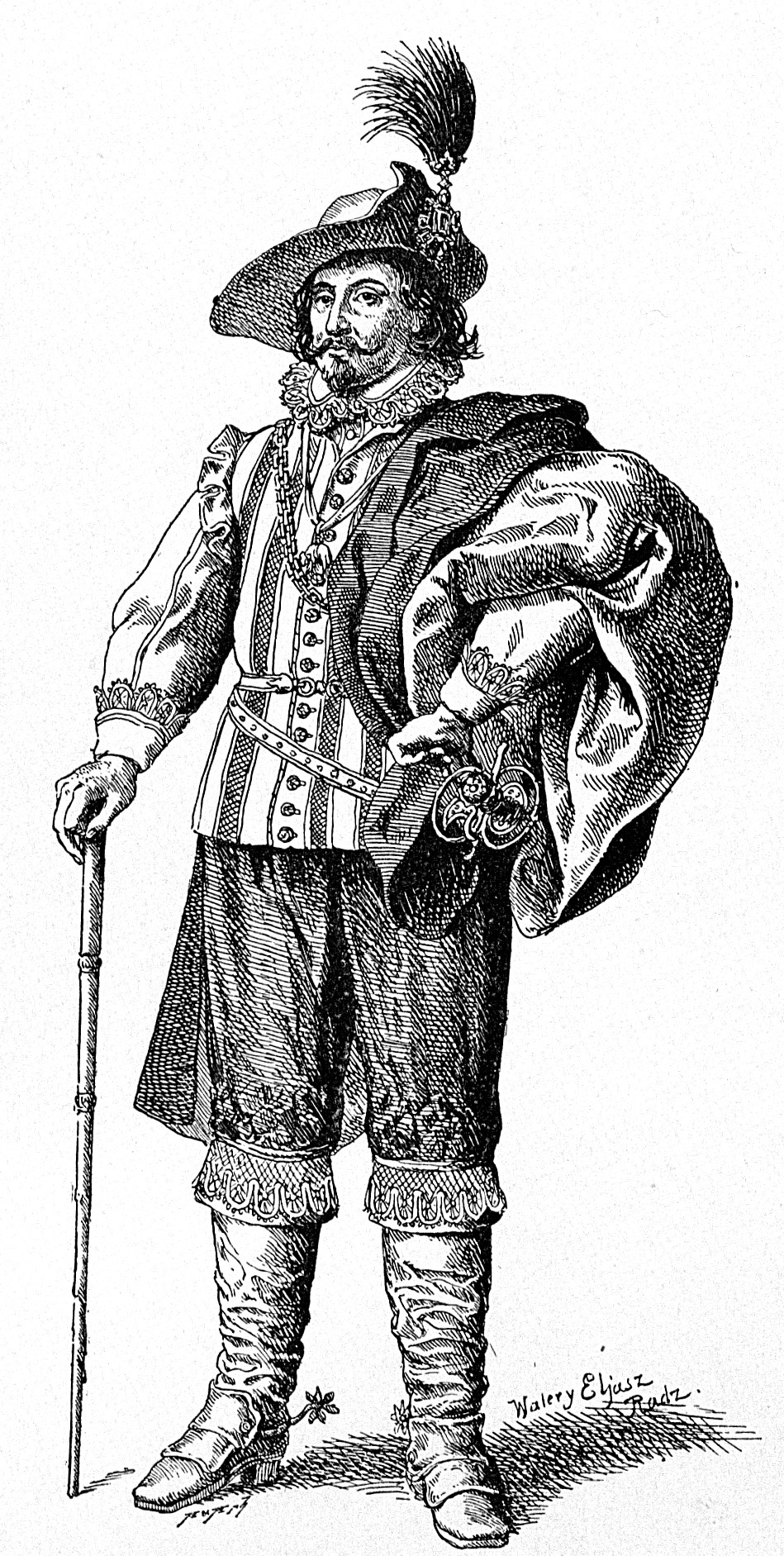
Władysław IV Waza
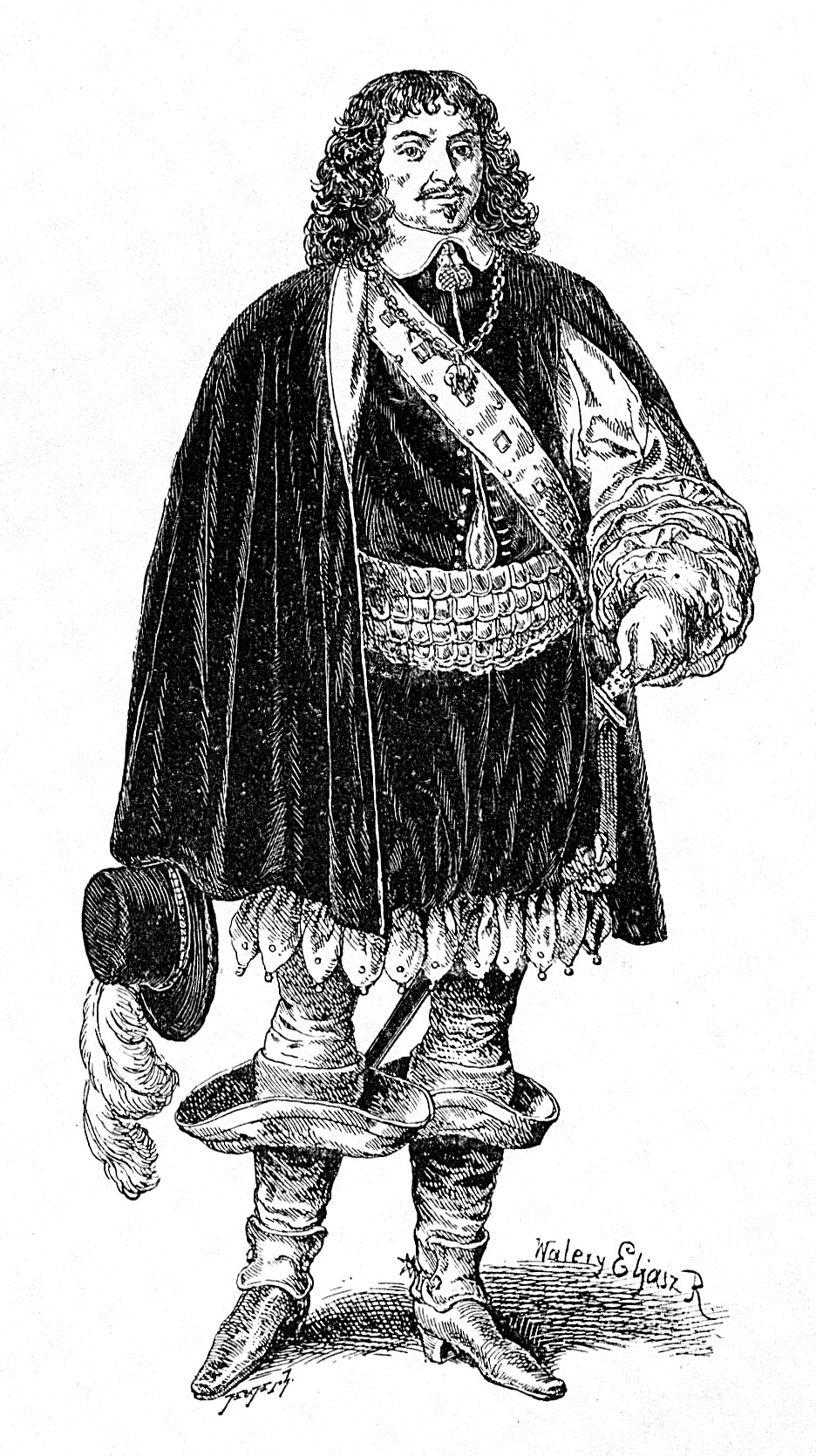
Jan II Kazimierz Waza
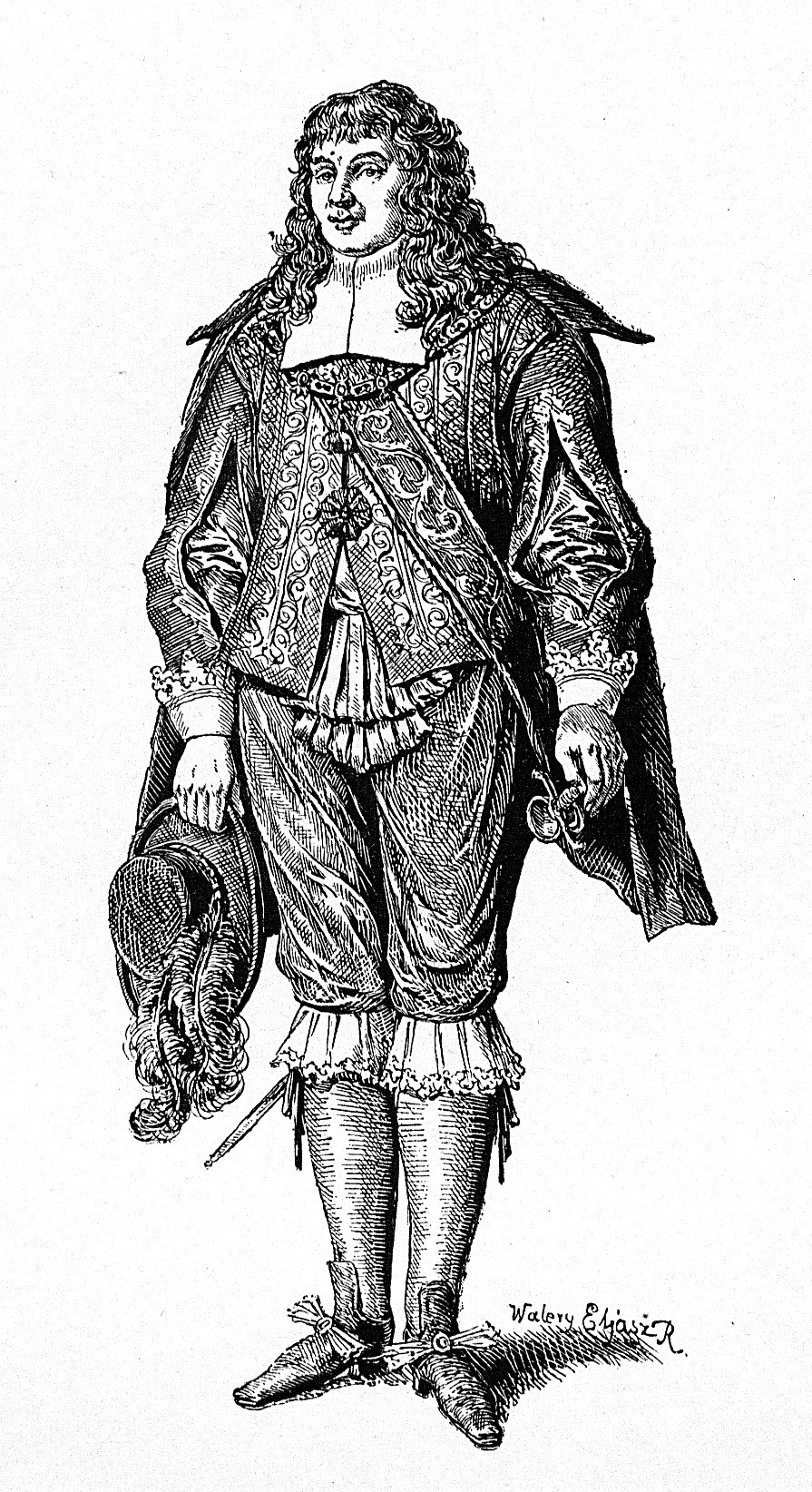
Michał Korybut Wiśniowiecki
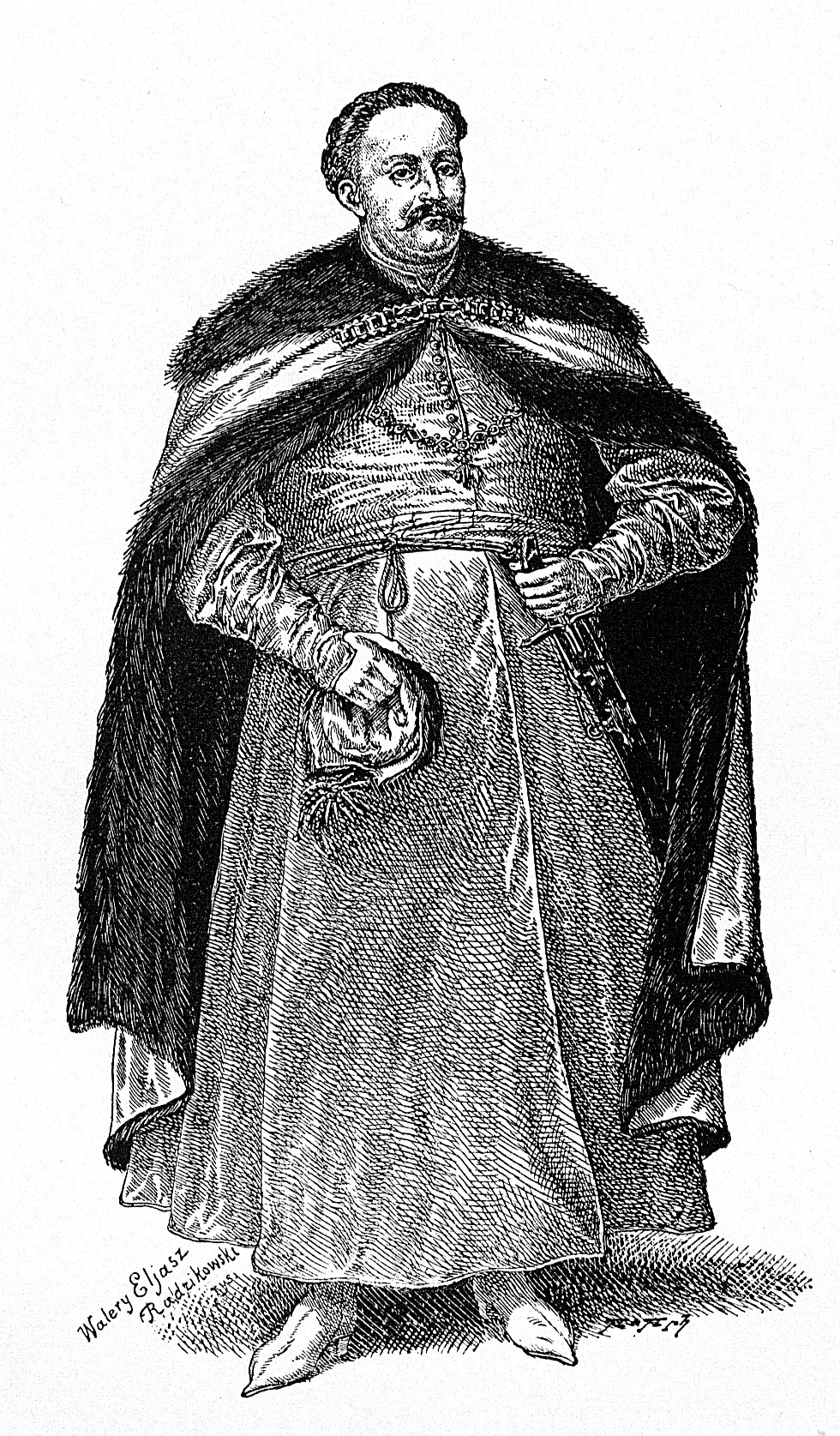
Jan III Sobieski
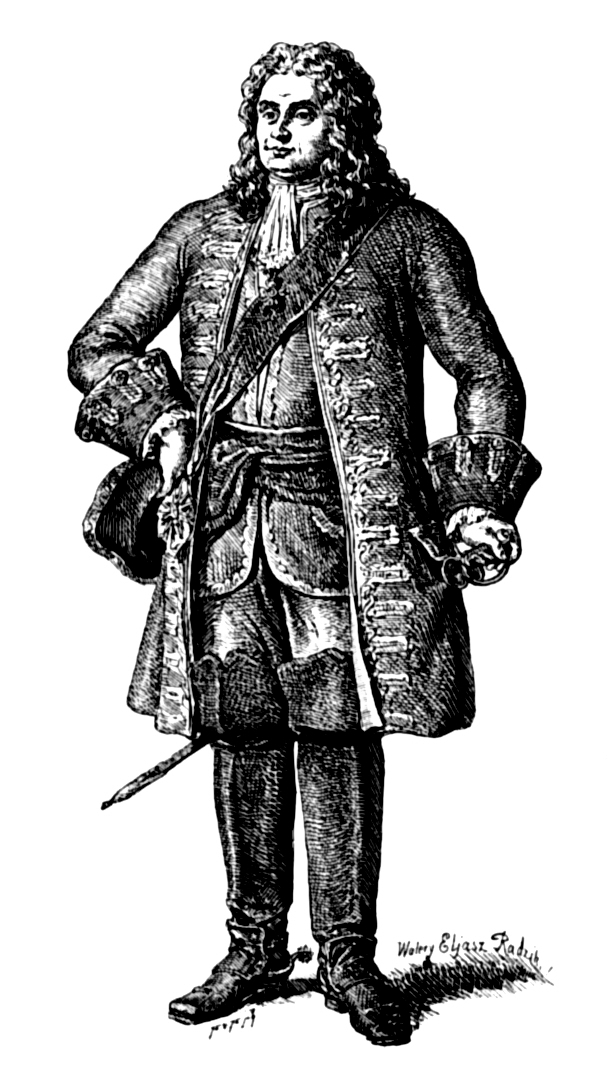
August II Mocny
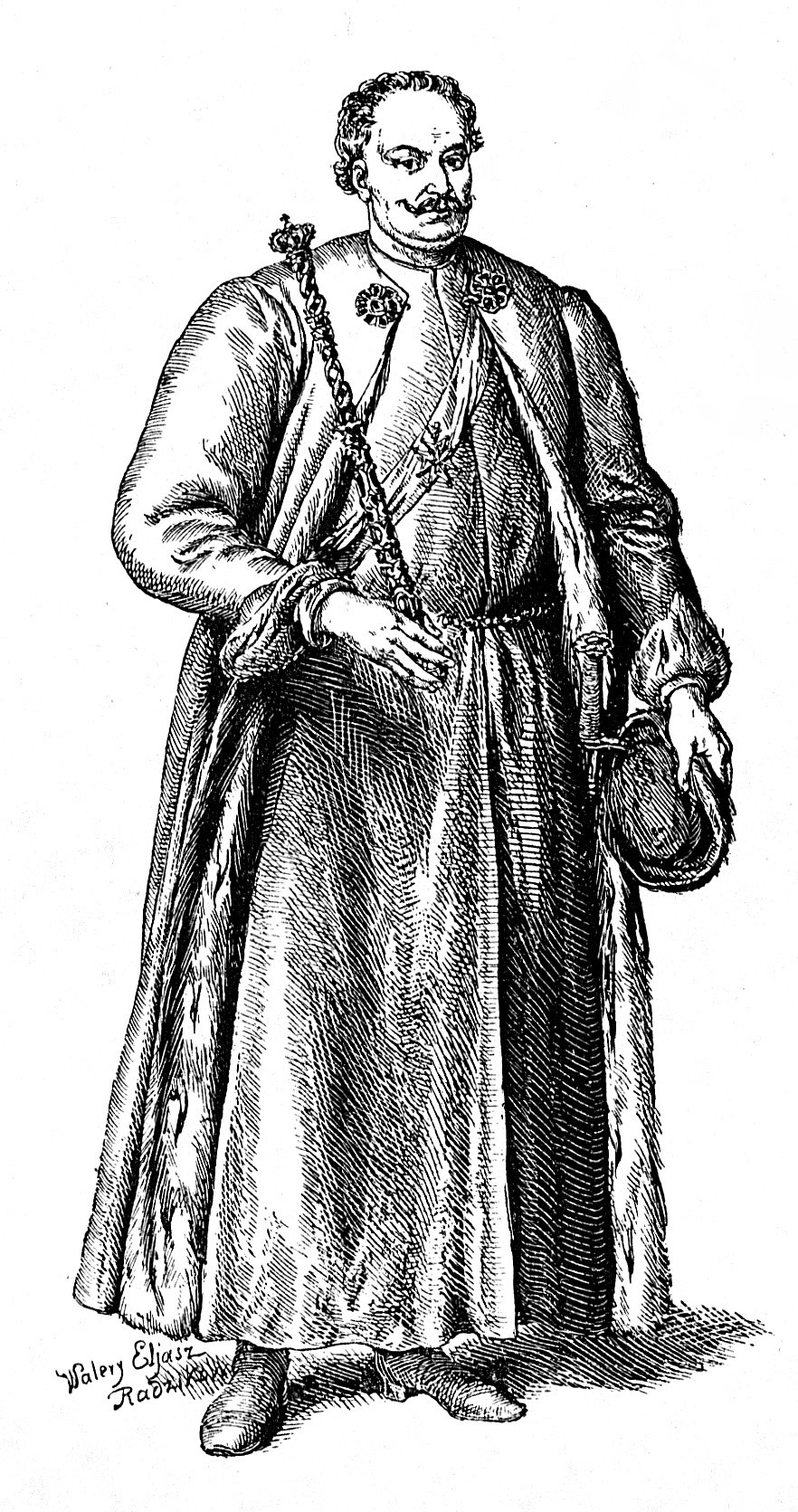
Stanisław Leszczyński
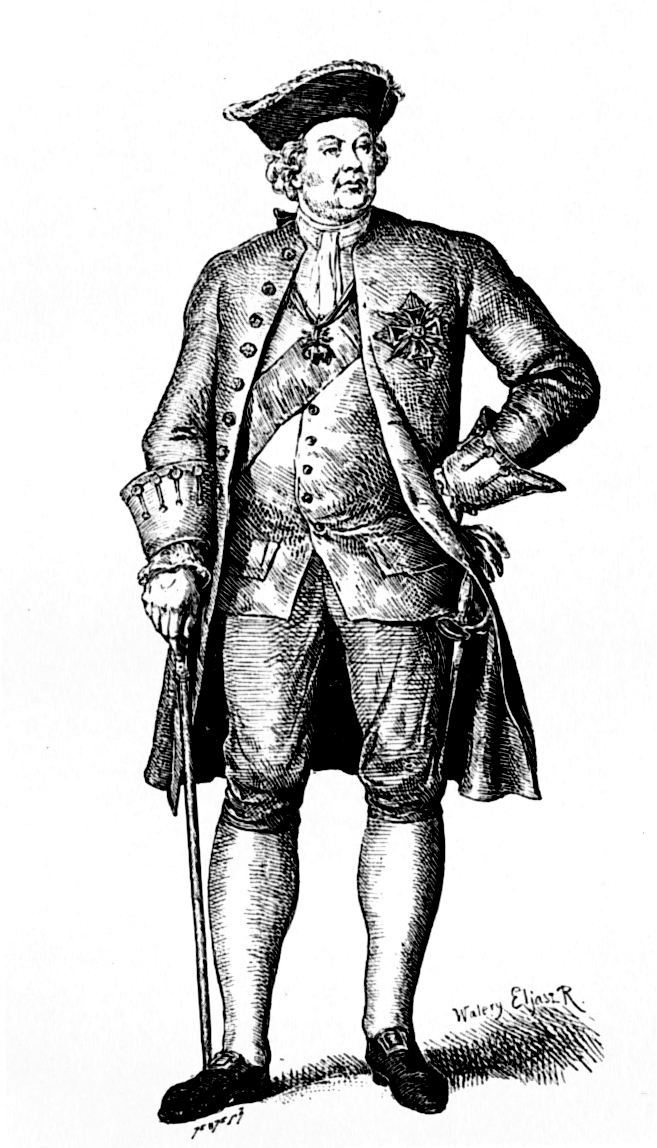
August III Sas
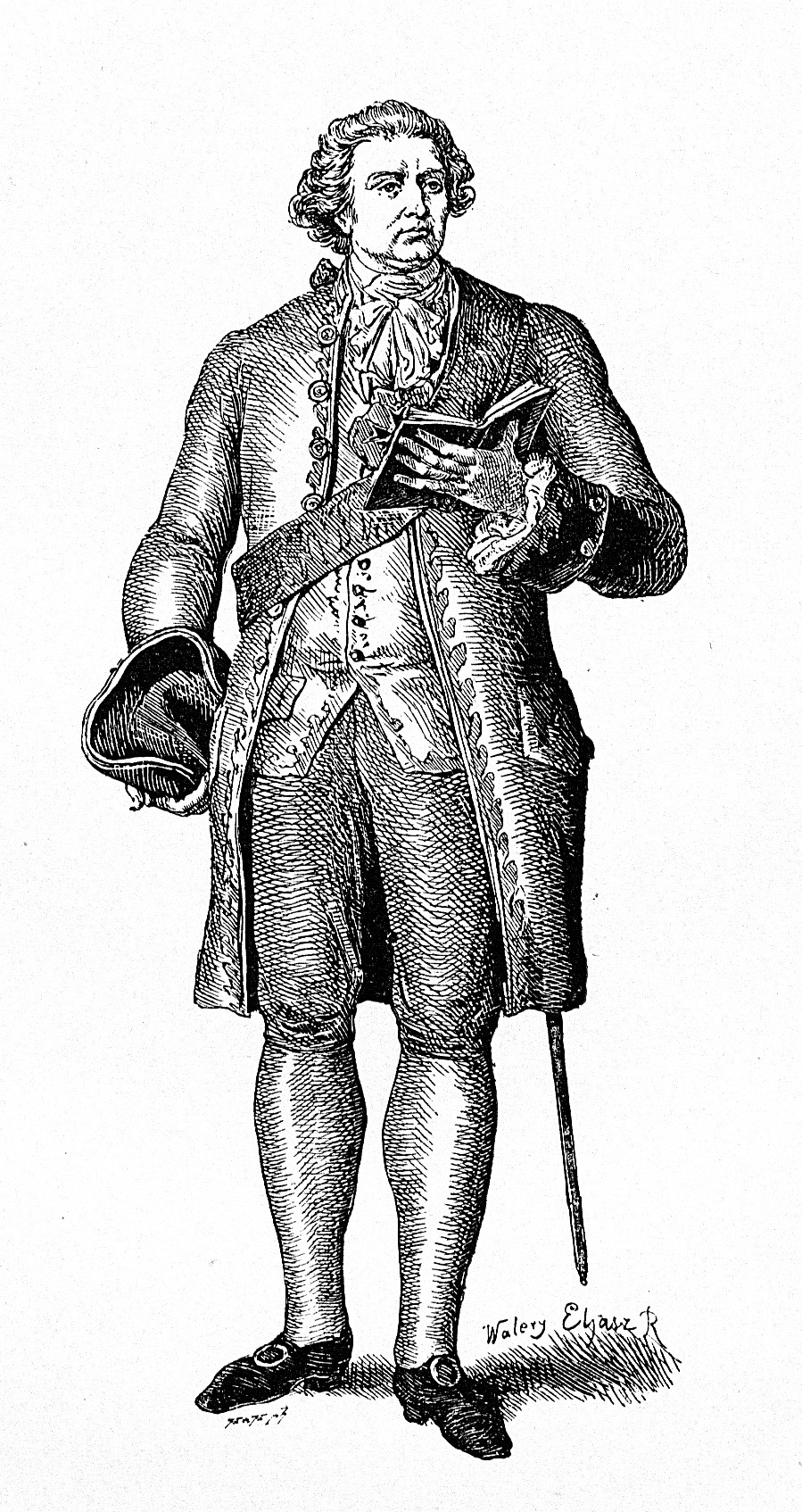
Stanisław August Poniatowski